# Список кодов обсерваторий
Астрономическая обсерватория — обсерватория, используемая для наблюдений небесных явлений.
Коды обсерваторий были введены Центром малых планет (подразделение Международного астрономического союза) для создания каталога астрометрических наблюдений объектов Солнечной системы. Здесь представлен список кодов обсерваторий:

## Список кодов

### 000—099
- 000: Гринвич, Англия, Великобритания
- 001: Кроуборо, Англия, Великобритания
- 002: Рэлей, Эссекс, Англия
- 003: Монпелье, Франция
- 004: Тулуза, Франция
- 005: Медон, Париж, Франция
- 006: Обсерватория Фабра, Барселона, Испания
- 007: Париж, Франция
- 008: Алжир-Бузареа, Алжир
- 009: Берн-Ихт, Швейцария
- 010: Коссол, Франция
- 011: Ветцикон, Швейцария
- 012: Уккел, Бельгия
- 013: Лейден, Нидерланды
- 014: Марсель, Франция
- 015: Утрехт, Нидерланды
- 016: Безансон, Франция
- 017: Хоер Лист, Германия
- 018: Дюссельдорф-Бильк, Германия
- 019: Невшатель, Швейцария
- 020: Ницца, Франция
- 021: Карлсруэ, Германия
- 022: Пино Торинезе, Италия
- 023: Висбаден, Германия
- 024: Хайдельберг-Кёнигштуль, Германия
- 025: Штутгарт, Германия
- 026: Берн-Циммервальд, Швейцария
- 027: Милан, Италия
- 028: Вюрцбург, Германия
- 029: Гамбург-Бергедорф, Германия
- 030: Обсерватория Арчетри, Флоренция, Италия
- 031: Зоннеберг, Германия
- 032: Йена, Германия
- 033: Обсерватория Карла Шварцшильда, Таутенбург, Германия
- 034: Обсерватория Монте Марио, Рим, Италия
- 035: Копенгаген, Дания
- 036: Кастель Гандольфо, Кастель-Гандольфо, Италия
- 037: Обсерватория Коллурания, Терамо, Италия
- 038: Триест, Италия
- 039: Лунд, Швеция
- 040: Институт Лормана, Дрезден, Германия
- 041: Инсбрук, Австрия
- 042: Потсдам, Германия
- 043: Астрофизическая обсерватория Азиаго, Падуя, Италия
- 044: Обсерватория Каподимонте, Неаполь, Италия
- 045: Вена (с 1879 года), Австрия
- 046: Обсерватория Клеть, Ческе-Будеёвице, Чехия
- 047: Познань, Польша
- 048: Градец-Кралове, Чехия
- 049: Уппсала-Квистаберг, Швеция
- 050: Стокгольм (до 1931), Швеция
- 051: Мыс Доброй Надежды, ЮАР
- 052: Стокгольм-Сальтшебаден (с 1931), Швеция
- 053: Обсерватория Конкоя, Будапешт (с 1934), Венгрия
- 054: Брорфельде, Дания
- 055: Краков, Польша
- 056: Скалнате Плесо, Словакия
- 057: Белград, Сербия
- 058: Кёнигсберг (до 1944), Германская империя
- 059: Ломницкий Штит, Словакия
- 060: Варшава-Островик, Польша
- 061: Ужгород, Украина
- 062: Турку, Финляндия
- 063: Турку-Туорла, Финляндия
- 064: Турку-Кевола, Финляндия
- 065: Траунштайн, Германия
- 066: Афины, Греция
- 067: Обсерватория Львовского университета, Львов, Украина
- 068: Львовский политехнический институт, Львов, Украина
- 069: Балдоне, близ Риги, Латвия
- 070: Вильно (до 1883), Российская империя
- 071: НАО Рожен, Смолян, Болгария
- 072: Шойренская обсерватория, Германия
- 073: Бухарест, Румыния
- 074: Обсерватория Бойдена, Блумфонтейн, ЮАР
- 075: Тарту, Эстония
- 076: Йоханнесбург-Хартбеспорт, ЮАР
- 077: Йельско-колумбийская станция, Йоханнесбург, ЮАР
- 078: Йоханнесбург, ЮАР
- 079: Обсерватория Радклиффа, Претория, ЮАР
- 080: Стамбул, Турция
- 081: Лейденская станция, Йоханнесбург, ЮАР
- 082: Санкт-Пёльтен, Австрия
- 083: Голоссеево-Киев, Украина
- 084: Пулково, Россия
- 085: Киев, Украина
- 086: Одесса, Украина
- 087: Хелуан, Египет
- 088: Коттомиа, Египет
- 089: Николаев, Украина
- 090: Майнц, Германия
- 091: Нюрольская обсерватория, Орек-на-Луаре, Франция
- 092: Торунь-Пивнице, Польша
- 093: Шиботн, Норвегия
- 094: Крым-Симеиз, Россия/Украина[к 1]
- 095: Крым-Научный, Россия/Украина[к 2]
- 096: Мерате, Италия
- 097: Обсерватория Вайза, Мицпе-Рамон, Израиль
- 098: Обсерватория Азиаго, Чима-Экар, Италия
- 099: Лахти, Финляндия

### 100—199
- 100: Эхтяри, Финляндия
- 101: Харьков, Украина
- 102: Звенигород, Россия
- 103: Любляна, Словения
- 104: Сан Марчелло Пистоезе, Италия
- 105: Москва, Россия
- 106: Обсерватория Чёрный Верх, Словения
- 107: Кавеццо, Италия
- 108: Монтелупо, Италия
- 109: Алжир-Коуба, Алжир
- 110: Ростов, Ярославская область, Россия
- 111: Обсерватория Пьяццано, Флоренция, Италия
- 112: Обсерватория Плеяда, Верона, Италия
- 113: Народная обсерватория Дребах, Шёнбрунн, Германия
- 114: Обсерватория им. Энгельгардта, Зеленчукская станция, Россия
- 115: Зеленчукская, Россия
- 116: Гизинг, Германия
- 117: Зендлинг, Мюнхен, Германия
- 118: Астрономическая и геофизическая обсерватория, Модра, Словакия
- 119: Абастумани, Грузия
- 120: Вишнян, Хорватия
- 121: Харьковский Университет, станция Чугуевская, Украина
- 122: Обсерватория Пизе, Франция
- 123: Бюракан, Армения
- 124: Кастре, Франция (Обсерватория Кастре; Observatoire de Castres)
- 125: Тбилиси, Грузия
- 126: Монте Визеджи, Италия (Osservatorio Astronomico di Monte Viseggi; Астрономическая обсерватория Монте Визеджи, Подробное описание)
- 127: Борнхайм, Германия
- 128: Саратов, Россия
- 129: Ордубад, Азербайджан
- 130: Лумеццане, Италия (Osservatorio Astronomico «Serafino Zani» Архивная копия от 13 ноября 2011 на Wayback Machine, Астрономическая обсерватория «Серафино Цани»)
- 131: Обсерватория Ордеш, Франция (Observatoire de l’Ardèche)
- 132: Бедуан, Франция (Observatoire de Bédoin, наблюдатель fr:Pierre Antonini)
- 133: Ле Тардье, Франция (Michel Boeuf — (Association AUDE))
- 134: Гросцшвабхаузен, Германия (Telescope in Großschwabhausen, на немецком)
- 135: Казань, Россия
- 136: Обсерватория им. Энгельгардта, Казань, Россия
- 137: Гиватаимская Обсерватория, Израиль
- 138: Вийяж-Нёф, Франция (страница наблюдателя Christophe Demeautis)
- 139: Антиб, Франция (наблюдатель Laurent Brunetto, G.A.P.R.A.)
- 140: Ожероль, Франция (L’Observatoire d’Augerolles)
- 141: Оттвиллер, Франция (Observatoire de Hottviller, l’observatoire UAI141 de Richard (SAPB) à Hottviller, La rencontre franco-allemande à l’observatoire UAI141 de Richard (SAPB) à Hottviller)
- 142: Синсен, Германия
- 143: Ньоска, Швейцария
- 144: Бре э Лю, Франция
- 145: С’Гравенвезель, Бельгия (ASTRONOMICAL HOMEPAGE TOM ALDERWEIRELDT)
- 146: Фриньяно, Италия (Osservatorio Astronomico del Frignano — описание обсерватории)
- 147: Астрономическая Обсерватория в Суно, Италия (it:Osservatorio astronomico Galileo Galilei (Suno), MPC 147 — Osservatorio Astronomico di Suno, Osservatorio Astronomico di Suno; Osservatorio Astronomico «Galileo Galilei» di Suno)
- 148: Гитален, Франция (Observatoire de Guitalens, наблюдатель Alain Klotz Архивная копия от 23 августа 2011 на Wayback Machine)
- 149: Бен-Норуа, Франция (Observatoire de Beine-Nauroy, ещё описание (недоступная ссылка), и ещё)
- 150: Месон Лафитт, Франция
- 151: Эшенбергская обсерватория, Винтертур, Швейцария (en:Eschenberg Observatory)
- 152: Молетская астрономическая обсерватория, Литва
- 153: Штутгарт-Хоффельд, Штутгарт, Германия (The private observatory Stuttgart-Hoffeld)
- 154: Кортина, Италия (Associazione Astronomica Cortina: Osservatorio Astronomico del Col Drusciè «Helmut Ullrich», Астрономическая ассоциация Кортина)
- 155: Обсерватория Оле Рёмер, Орхус, Дания (Ole Rømer Observatoriet, блог, фото)
- 156: Катанийская астрофизическая обсерватория, Сицилия, Италия (en:Catania Astrophysical Observatory)
- 157: Фрассо Сабино, Италия (сайт обсерватории, Frasso Sabino)
- 158: Промьод, Италия (Osservatorio Dalai Lama di Promiod)
- 159: Монте Альяле, Италия (en:Osservatorio Astronomico di Monte Agliale, en:Monte Agliale Supernovae and Asteroid Survey)
- 160: Кастельмартини, Италия (Castelmartini Observatory, Castelmartini Observatory new)
- 161: Обсерватория Черрина Тололо, Италия (l’Osservatorio astronomico Cerrina Tololo in provincia di Alessandria)
- 162: Потенца, Италия (?Osservatorio Astronomico di Castelgrande(Potenza), Osservatorio Astronomico di Castelgrande, фото?)
- 163: Резерская обсерватория , Люксембург (Наблюдатель Matt Dawson, ранее работавшая ссылка, Matt Dawson (недоступная ссылка), OBSERVATOIRE ASTRONOMIQUE DE ROESER)
- 164: Сен-Мишель-на-Мерте, Франция
- 165: Обсерватория Пьера, Барселона, Испания (en:Piera Observatory)
- 166: Упице, Чехия (cs:Úpická hvězdárna, Hvězdárna v Úpici)
- 167: Бюлахская обсерватория, Швейцария (en:Bülach Observatory)
- 168: Коуровская, Россия (Астрономическая обсерватория УрГУ)
- 169: Обсерватория Айрали, Италия
- 170: Обсерватория Бегес, Испания (Observatorio de Begues)
- 171: Обсерватория Флейрстар, Сан Джуанн, Мальта
- 172: Оннен, Швейцария (Chardonnens Bruno: MPC Observatory code 172)
- 173: Сен-Клотильда, Реюньон, Франция, остров в Индийском океане (Observatoire Sainte-Clotilde)
- 174: Обсерватория Нюреля, Ювяскюля, Финляндия (en:Nyrölä Observatory)
- 175: Обсерватория им. Ф.-Кс. Банью, Сен-Люк, Швейцария (en:Bagnoud Observatory)
- 176: Астрономическая Обсерватория Консель, Мальорка, Испания (en:Consell Observatory)
- 177: Црес, Франция (наблюдатель Raymond Poncy)
- 178: Койонье, Франция (Bienvenue sur le site de Jean-Gabriel Bosch)
- 179: Монте-Дженеросо, Швейцария (en:Monte Generoso Observatory, Монте-Дженеросо)
- 180: Могио, Франция (Observatory of School of Mauguio, наблюдатель Cedric Leyrat; Observatoire du Collège de l’Etang de l’Or, UAI 180, Mauguio)
- 181: Обсерватория де Мак, Сен-Луи, Реюньон, Франция, Индийский океан (fr:Observatoire astronomique des Makes)
- 182: Сен-Пол, Реюньон, Франция, Индийский океан
- 183: Обсерватория Старлаб, Карачаево-Черкесия, Россия (ныне там располагается камера ФАВОР, Станция оптических наблюдений «Архыз», НПК СПП)
- 184: Обсерватория Вальмека, Пимишель, Франция
- 185: Жюрасьен-Вик, Швейцария
- 186: Китаб, Узбекистан
- 187: Астрономическая обсерватория, Боровец, Польша (pl:Obserwatorium Astronomiczne Szerokościowe w Borówcu, Obserwatorium Astrogeodynamiczne w Borowcu, Боровецкая астрогеодинамическая обсерватория, SLR Global Performance Report Card)
- 188: Майданак, Узбекистан
- 189: Женева (до 1967), Швейцария
- 190: Гиссар, Таджикистан
- 191: Душанбе, Таджикистан
- 192: Ташкент, Узбекистан
- 193: Санглок, Таджикистан
- 194: Тиволи, Намибия (Tivoli, Namibia Архивная копия от 3 сентября 2011 на Wayback Machine, Экспедиция в Намибию, Обсуждение на Астрофоруме)
- 195: Унтерменцингская обсерватория, Мюнхен, Германия (Untermenzing / Munich Observatory, Sternwarte Untermenzing)
- 196: Хомбург-Эрбах, Германия
- 197: Бастия, Италия (Osservatorio sociale «Don Dino Guerrino Molesi»)
- 198: Вильдберг, Германия (Observatorium Wildberg)
- 199: Бутье, Франция (Observatoire de Buthiers, Видео «Observatoire de Buthiers», карта и фото)

### 200—299
- 200: Обсерватория Берсель Хиллс, Бельгия (en:Beersel Hills Observatory)
- 201: Обсерватория им. Джонатана Постела, Бареджо, Италия (Osservatorio Astronomico «Jonathan B. Postel» di Promiod (Valle d’Aosta); названа в честь Джонатана Брюса Постела)
- 202: Обсерватория Тамари, Ла-Сен-сюр-Мер, Франция (Tamaris Observatoire)
- 203: Обсерватория GiaGa, Италия (Gianni Galli, GiaGa Observatory, Pogliano Milanese MI, Italy)
- 204: Обсерватория им. Скиапарелли, Италия
- 205: Обсерватория Казалеккьо ди Рено, Болонья, Италия
- 206: Обсерватория Хогор, Эйна, Норвегия (Hågår observatorium, Gjøvik og Toten Astronomiske Forening, Observatorium: Hågår ved Eina)
- 207: Обсерватория Антонио Гроссо, Италия
- 208: Ривальта, Италия
- 209: Обсерватория Азиаго, Чима Экар — ADAS, Италия
- 210: Алма-Ата, Казахстан
- 211: Скандиччи, Италия (аналог #632, Группа ЛА в Scandicci)
- 212: Обсерватория Ла-Деэсилья, Испания (Описание обсерватории)
- 213: Обсерватория Монткабре, Испания (OBSERVATORIO MONTCABRER, Описание обсерватории)
- 214: Гархингская обсерватория, Германия
- 215: Бухлоэ, Германия (de:Volkssternwarte Buchloe)
- 216: Обсерватория Кот де Мёз, Франция (Observatoire des Côtes de Meuse)
- 217: Ассы, Казахстан
- 218: Хайдарабад, Индия (The Nizamiah Observatory, Hyderabad, Geomagnetisches Observatorium Hyderabad (HYB), статья про The Nizamiah Observatory)
- 219: Джапал-Рангапур, Индия (Japal-Rangapur)
- 220: Обсерватория им. Вайну Баппу, Кавалур, Индия
- 221: Обсерватория IAS, Хакос, Намибия
- 222: Йер-Канотье, Йер, Франция
- 223: Мадрас, Ченнай, Индия
- 224: Отмарсхайм, Франция (Обсерватория № 224)
- 225: Обсерватория Нортвуд Ридж, Нортвуд, шт. Нью-Гэмпшир, США (Northwood Ridge Observatory)
- 226: Обсерватория им. Гвидо Руджьери, Падуя, Италия (Gruppo Astrofili Catanesi Guido Ruggieri, Osservatorio Astronomico Archimede)
- 227: Обсерватория Орбит-Джет, Колден, шт. Нью-Йорк, США (OrbitJet Observatory)
- 228: Обсерватория Бруно Цунья, Триест, Италия
- 229: Астрономическая обсерватория им. Дж. К. Глорьози, Салерно, Италия (L’Osservatorio Astronomico «Gian Camillo Gloriosi»)
- 230: Обсерватория Вендельштайн, Германия (University Observatory Munich)
- 231: Вескевилль, Бельгия (Observatoire de Vesqueville)
- 232: Маскефская обсерватория, Испания (Observatorio de Masquefa, Описание обсерватории)
- 233: Астрономическая обсерватория Сауро Донати, Сан Вито, Италия (Sauro Donati Astronomy Page)
- 234: Кодденхемская обсерватория, Англия (Coddenham Astronomical Observatory U.K.)
- 235: Обсерватория CAST, Тальмассонс, Италия (Circolo Astrofili Talmassons (C.AS.T.), Описание обсерватории)
- 236: Томск, Россия
- 237: Божи, Франция
- 238: Оптическая обсерватория Грорудален, Норвегия (Groruddalen Optical Observatory (GOO))
- 239: Требур, Германия (Обсерватория Мишель Адриан; Astronomie Stiftung Trebur и Treburer-1 Meter-Teleskop)
- 240: Герренбергская обсерватория, Герренберг, Германия (Sternwarte von Herrenberg)
- 241: Шердинг, Австрия (Willkommen auf meiner Homepage)
- 242: Варенн, Франция
- 243: Обсерватория Умбрелла, Фреденбек, Германия
- 244: (Условно-) геоцентрическое наблюдение покрытий
- 245: Космический телескоп им. Спитцера
- 246: Обсерватория Клеть — KLENOT, Чехия
- 247: Передвигающийся наблюдатель (Roving observer)
- 248: Hipparcos, космический астрометрический телескоп
- 249: SOHO, космический аппарат для наблюдения за Солнцем
- 250: Космический телескоп Хаббл
- 251: Обсерватория Аресибо, Пуэрто-Рико
- 252: Голдстон DSS 13, Форт Ирвин, шт. Калифорния, США
- 253: Голдстон DSS 14, Форт Ирвин, шт. Калифорния, США
- 254: Хейстек, Вестфорд, шт. Массачусетс, США (en:Haystack Observatory)
- 255: Евпатория, Россия/Украина[к 3] (Радиотелескоп РТ-70)
- 256: Грин-Бэнк, шт. Западная Вирджиния, США
- 257: Голдстон DSS 25, Форт Ирвин, шт. Калифорния, США
- 260: Обсерватория Сайдинг-Спринг — DSS , Австралия (от анг. «Digital Sky Survey» — «Цифровой обзор неба») (en:UK Schmidt Telescope)
- 261: Паломар — DSS, шт. Калифорния, США (Паломарская обсерватория, аналог #644, 675)
- 262: Южная Европейская Обсерватория, Ла-Силья — DSS, Чили
- 285: Обсерватория им. Фламмариона, Жювизи, Франция (fr:Observatoire de Juvisy-sur-Orge, Камиль Фламмарион, Снимки обсерватории Фламмариона)
- 286: Юньнаньская обсерватория, Китай en:Yunnan Astronomical Observatory
- 290: Грэм-VATT, шт. Аризона, США (en:Vatican Advanced Technology Telescope)
- 291: LPL/Спейсвоч II, Тусон, шт. Аризона, США
- 292: Берлингтон, шт. Нью-Джерси, США
- 293: Берлингтон, удалённая станция, шт. Нью-Джерси, США
- 294: Астрофизическая обсерватория, Колледж острова Стетен, шт. Нью-Йорк, США (Astrophysical Obs., College of Staten Island)
- 295: Обсерватория Католического университета, г. Вашингтон,Округ Колумбия, США
- 296: Обсерватория Дадли (с 1893 г.), шт. Нью-Йорк, США
- 297: Мидлбери, шт. Нью-Йорк, США (Middlebury College Observatory)
- 298: Обсерватория им. ван Влека, Мидлтаун, шт. Коннектикут, США (en:Van Vleck Observatory)
- 299: Обсерватория имени Боссы, Лембанг, Индонезия

Комментарий
1. ↑  Большая часть полуострова Крым является объектом территориального спора между Россией, контролирующей спорную территорию, и Украиной
2. ↑  Большая часть полуострова Крым является объектом территориального спора между Россией, контролирующей спорную территорию, и Украиной
3. ↑  Большая часть полуострова Крым является объектом территориального спора между Россией, контролирующей спорную территорию, и Украиной

### 300—399
- 300: Бисэйская станция космического патруля — BATTeRS, Япония
- 301: Мон-Мегантик, Канада
- 302: Станция Андского университета, Мерида, Венесуэла
- 303: Мерида, Венесуэла
- 304: Обсерватория Лас-Кампанас, Чили
- 305: Фиолетовая гора (Цзыцзиньшань), станция на острове Хайнань, Китай (Purple Mountain, Hainan Island station)
- 306: Обсерватория Тайя Бейшо, Баркисимето, Венесуэла (Tayabeixo: Asociación Larense de Astronomía, ALDA)
- 309: Серро Параналь, Чили
- 312: Полевая станция Циндао, Парасельские острова, Южно-Китайское море
- 318: Квинз-Рок, Австралия
- 319: Пертская обсерватория, Пертско-Лоуэллский телескоп, Австралия
- 320: Обсерватория Чиро, Австралия
- 321: Крэйги, Австралия
- 322: Пертская обсерватория, Бикли-MCT, Западная Австралия
- 323: Пертская обсерватория, Бикли, Западная Австралия
- 324: Пекинская Обсерватория, станция Шахэ, Китай (Прошлое и будущее Пекинской обсерватории, Пекинская обсерватория в ADS)
- 327: Пекинская Обсерватория, станция Синлун, Китай
- 330: Обсерватория Фиолетовая гора (Цзыцзиньшань), Нанкин, Китай (Обсерватория Цзыцзиньшань)
- 333: Обсерватория Дезерт-Игл, шт. Аризона, США
- 334: Циндао, Китай (Qingdao (Tsing’tao) — YHA Old Observatory)
- 337: Шэшань, ранее Цзэ-Сэ, Китай (en:Shanghai Astronomical Observatory, en:She Shan Hill)
- 340: Тоёнака, Япония (Department of Earth and Space Science, Osaka University)
- 341: Акасина, Япония (Tenpyo-no-mori Astronomical club)
- 342: Сисикуи, Япония
- 343: Ёнчхон, Южная Корея (Первый астероид Ю.Кореи)
- 344: Оптическая астрономическая обсерватория Похюнсан, Южная Корея (Bohyunsan Observatory, BOAO)
- 345: Собэгсанская оптическая астрономическая обсерватория, Южная Корея (Korea Astronomy Observatory)
- 346: Астрономическая обсерватория KNUE, Южная Корея
- 347: Уцуномия-Имаидзуми, Япония (Suzuki’s Astro Page (недоступная ссылка))
- 348: Аябэ, Япония (Ayabe Astronomical Observatory Kyoto, Ayabe Astronomical Observatory «PAO» Архивная копия от 27 августа 2007 на Wayback Machine)
- 349: Агэо, Япония (Ageo)
- 350: Курохонэ, Япония
- 351: Сакамото, Япония
- 352: Конан, Япония
- 353: Ниси-Кобэ, Япония
- 354: Кавати, Япония
- 355: Хадано, Япония (Hadano Astronomical Observatory, Асами, Ацуо)
- 356: Когота, Япония
- 357: Симоцума, Япония
- 358: Нанъё, Япония
- 359: Вакаяма, Япония
- 360: Кума-Когэн, Япония
- 361: Сумото, Япония
- 362: Обсерватория Рэй, Япония
- 363: Ямада, Япония
- 364: YCPM, Кагосимская станция, Япония
- 365: Обсерватория Уто, Япония (en:Uto Observatory)
- 366: Обсерватория Миясака, Япония (Miyasaka Obs. IAU code 366)
- 367: Яцука, Япония
- 368: Отиаи, Япония
- 369: Титибу, Япония
- 370: Коти, Япония
- 371: Токио-Окаяма , Япония (Okayama Astrophysical Observatory of Tokyo Observatory, Okayama Astrophysical Observatory, Okayama Observatory, NAOJ, Observatories NAOJ) (OAO)
- 372: Обсерватория Гэйсэй, Япония
- 373: Оиси, Япония (Oishi Highland Astronomical Observatory)
- 374: Обсерватория Минами-Ода, Япония
- 375: Удзурано, Япония
- 376: Уэнохара, Япония
- 377: Обсерватория Кадзан,  Киотский университет, Киото, Япония
- 378: Муро, Япония
- 379: Хамамацу-Юто, Япония
- 380: Исики, Япония
- 381: Токио-Кисо, Япония (Обсерватория Кисо, Токийский Университет, Нагано)
- 382: Токио-Норикура, Япония (Norikura Observatory of Tokyo Astronomical Observatory, Norikura Solar Observatory)
- 383: Тирорин, Япония
- 384: Симада, Япония
- 385: Обсерватория Нихондайра, Япония
- 386: Яцугатакэ-Кобутидзава, Япония (en:Yatsugatake-Kobuchizawa)
- 387: Токио-Додайра, Япония (Dodaira Observatory of Tokyo Astronomical Observatory)
- 388: Токио-Митака, Япония (Национальная Астрономическая Обсерватория, Митака, Токио, Кампус Митака)
- 389: Токио (до 1938 г.), Япония (Токийская Астрономическая Обсерватория)
- 390: Уцуномия, Япония
- 391: Сендайская обсерватория, станция Аяси, Япония (Астрономическая обсерватория Сендай/Астрономическая обсерватория города Сендай)
- 392: JCPM, станция Саппоро, Япония
- 393: JCPM, станция Сакура, Япония
- 394: JCPM, станция Хаматомбэцу, Япония
- 395: Токио-Асахикава, Япония (Asahikawa Science Centre and Planetarium)
- 396: Асахикава, Япония
- 397: Научный Центр Саппоро, Япония (Sapporo Science Center)
- 398: Нагаторо, Япония
- 399: Кусиро, Япония (Kushiro marsh observatory (недоступная ссылка), Мацуяма, Масанори)

### 400—499
- 400: Китами, Япония
- 401: Осато, Япония
- 402: Астрономическая обсерватория Дайник, Япония
- 403: Кани, Япония
- 404: Ямамото, Япония
- 405: Камихоригути, Япония
- 406: Бибай, Япония
- 407: Кахоку, Япония
- 408: Нюкаса, Япония
- 409: Киёсэ и Мидзухо, Япония
- 410: Сэнгаминэ, Хёго, Япония (Sengamine Observatory)
- 411: Оидзуми, Япония
- 412: Иваки, Япония
- 413: Обсерватория Сайдинг-Спринг, Австралия
- 414: Маунт-Стромло, Австралия
- 415: Камба, близ Канберры, Австралия
- 416: Бэртон, близ Канберры, Австралия
- 417: Астрономическая обсерватория Янагида, Япония
- 418: Тэмворт, Австралия
- 419: Виндзор, Австралия
- 420: Сидней, Австралия (en:Sydney Observatory)
- 421: Кадзигамори, Отоё, Япония
- 422: Лумбера, Австралия (Loomberah Observatory)
- 423: Норт-Райд, Австралия (много обсерваторий в данном регионе)
- 424: Макари, близ Канберры, Австралия (Port Macquarie Observatory)
- 425: Обсерватория Тэйлор Рэндж, Брисбен, Австралия (Taylor Range Observatory)
- 426: Вумера, Австралия (Woomera Optical Observatory)
- 427: Стокпорт, Австралия (Stockport Observatory)
- 428: Риди-Крик, Австралия
- 429: Хокер, Австралия
- 430: Обсерватория Рэйнбоу, близ Кунабарабрана, Австралия
- 431: Обсерватория на горе Тарана, Батерст, Австралия
- 432: Бомби, Австралия
- 433: Обсерватория Бэгнол-Бич, Австралия (en:Bagnall Beach Observatory)
- 434: Сан-Бенедетто-По, Италия (Associazione Astrofili Mantovani)
- 435: Астрономическая Обсерватория им. Джузеппе Коломбо (Бепи Коломбо), Падуя, Италия (The Astronomical Observatory «G. Colombo»)
- 436: Ливерньянская обсерватория, Италия (it:436 (disambigua))
- 437: Хэверфорд, шт. Пенсильвания, США (Strawbridge Observatory)
- 438: Обсерватория колледжа Смит, Нортгемптон, шт. Массачусетс, США (Astronomy department at Smith College)
- 439: ROTSE-III, Лос-Аламос, шт. Нью-Мексико, США
- 440: Обсерватория Элгинфилд, Канада (The Elginfield Observatory)
- 441: Свилкен-Брэ, Сент-Эндрюс, Шотландия, Великобритания
- 442: Гвальбская обсерватория, Барселона, Испания (Observatorio Gualba (Barcelona), Описание обсерватории, Observatorio Astronómico de Gualba)
- 443: Астрономическая обсерватория Пломер, Буэнос-Айрес, Аргентина
- 444: Обсерватория Стар-Крузер, шт. Калифорния, США (Star Cruiser Observatory, Star Cruiser Observatory and ASROC)
- 445: Онтеньентская обсерватория, Испания (Observatori d’Ontinyent, Описание обсерватории)
- 446: Обсерватория Кингснейк, Сегин, шт. Техас, США
- 447: Обсерватория Сентенниал, шт. Колорадо, США (Centennial Observatory)
- 448: Обсерватория Луна Пустыни, Лас-Крусес, шт. Нью-Мексико, США (Desert Moon Observatory)
- 449: Обсерватория Гриффин Хантер, шт. Южная Каролина, США (MAC-Hunter Astronomical Observing Site)
- 450: Обсерватория им. Карлы Джейн, Шарлотт, шт. Северная Каролина, США
- 451: Обсерватория Уэст-Скайз, Мулвейн, шт. Канзас, США
- 452: Обсерватория Биг-Сайпресс, Форт-Лодердейл, шт. Флорида, США
- 453: Обсерватория Эдвардс Рейвен, шт. Калифорния, США
- 454: Обсерватория Maryland Space Grant Consortium, шт. Мэриленд, США (Maryland Space Grant Observatory)
- 455: CBA Конкорд, шт. Калифорния, США (CBA Concord)
- 456: Обсерватория Давентри, Англия, Великобритания (Martin Nicholson’s Astronomical Projects)
- 457: Партизанске, Словакия (Partizánske Observatory)
- 458: Обсерватория Гвадаррама, Вильяльба (Мадрид), Испания (WEB PERSONAL DE DIEGO RODRIGUEZ, Guadarrama Observatory (amateur), Описание обсерватории)
- 459: Обсерватория Смит-Ривер, Дэнбери, шт. Коннектикут, США
- 460: Обсерватория Зона 52, Нашвилл, шт. Теннесси, США (Observatory of the Red River Astronomy Club)
- 461: Сегедский университет, ст. Пискештетё (Конкой), Венгрия
- 462: Обсерватория Маунт Беллевью, шт. Мэриленд, США
- 463: Обсерватория Соммерс-Бауш, Болдер, шт. Колорадо, США (en:Sommers-Bausch Observatory)
- 464: Обсерватория Тоби Пойнт, Наррагансетт, шт. Род-Айленд, США
- 465: Такапуна, Новая Зеландия
- 466: Обсерватория Маунт Молхилл, Окленд, Новая Зеландия
- 467: Оклендская обсерватория, Окленд, Новая Зеландия (en:Auckland Observatory)
- 468: Астрономическая Обсерватория, Кампо Катино, Италия (Osservatorio Astronomico Campo Catino)
- 469: Курру, Швейцария
- 470: Чеккано или Обсерватория Беллатрикс, Италия (Ceccano aka Bellatrix Observatory, Osservatorio Astronomico Bellatrix, MPC#470)
- 471: Хоуструп, Дания
- 472: Мерлетт, Франция
- 473: Реманцакко, Италия (Remanzacco Observatory, A.F.A.M. Remanzacco, Remanzacco)
- 474: Обсерватория Маунт Джон, озеро Текапо, Новая Зеландия
- 475: Туринская обсерватория (до 1913 г), Италия
- 476: Обсерватория Грандже, Буссолено, Италия (MPC 476 Grange Observatory, Grange Observatory, Grange Obs. Bussoleno, Grange Observatory)
- 477: Гэллейвуд, Англия, Великобритания (Бездействует с 2002 г. Martin Mobberley — смотри M.P.C. 480)
- 478: Ламалу-ле-Бен, Франция
- 479: Соллье-Пон, Франция
- 480: Кокфилд, Англия (Cockfield)
- 481: Морварфен, Йевер, Германия
- 482: Сент-Эндрю, Обсерватория Университета Св. Андрея, Шотландия, Великобритания (St Andrews Observatory)
- 483: Обсерватория Картер, Станция Блэк-Берч, Новая Зеландия (Black Birch Astrometric Observatory)
- 484: Хэппи-Вэлли, Веллингтон, Новая Зеландия
- 485: Обсерватория Картер, Веллингтон, Новая Зеландия (en:Carter Observatory)
- 486: Палмерстон-Норт, Новая Зеландия
- 487: Обсерватория Макнэйрстон, Англия, Великобритания (H Clough, R H McNaught, MacNairston Observatory, Фото Macnairston Observatory)
- 488: Ньюкасл-на-Тайне, Англия, Великобритания (Фото обсерватории?)
- 489: Хэмингфорд Эбботс, Англия, Великобритания (A Young, Hemingford Abbots)
- 490: Уимборн Минстер, Англия, Великобритания
- 491: Ебесский астрономический центр, Испания (Centro Astronómico de Yebes)
- 492: Микловер, Англия, Великобритания
- 493: Обсерватория Калар-Альто, Испания
- 494: Стейкенбридж, Англия, Великобритания (B. Manning, Stakenbridge)
- 495: Алтринхем, Англия, Великобритания (N.W. Scott, Altrincham)
- 496: Бишопстоук, Англия, Великобритания (Не работает. Ron Arbour — смотри M.P.C. 979)
- 497: Эскот-Лаудвотер, Англия, Великобритания
- 498: Эрлс Бартон, Нортгемптоншир, Англия, Великобритания (Tom Boles' Observatory)
- 499: Чим, Англия, Великобритания (Background History, Не работает. Peter Birtwhistle — смотри M.P.C. J95))

### 500—599
- 500: Геоцентр (точка в центре Земли, используется для расчётов эфемерид)
- 501: Хёрстмонсо, Англия, Великобритания (SLR Global Performance Report Card, Herstmonceux Observatory Science Centre)
- 502: Колчестер, Англия, Великобритания (наблюдатель Michael J. Hendrie)
- 503: Кембридж, Англия, Великобритания
- 504: Ле-Кресо, Франция (сайт обсерватории, Жан-Клод Мерлин, Observatory in the Morvan region (недоступная ссылка), Ж.-К. Мерлин, Le Creusot)
- 505: Симон Стевин, Нидерланды (Simon Stevin public observatory in the Netherlands)
- 506: Бендесторф, Германия
- 507: Нинхейм, Нидерланды
- 508: Зейст, Нидерланды
- 509: Ла-Сен-сюр-Мер, Франция (OBSERVATOIRE ANTARES)
- 510: Зиген, Германия (Sternwarte der Uni Siegen)
- 511: От-Прованс, Франция
- 512: Лейден (до 1860 г.), Нидерланды (Лейденская обсерватория)
- 513: Лион, Франция (fr:Observatoire de Lyon)
- 514: Мунденхайм (1907—1913 гг), Германия
- 515: Народная обсерватория Дхаун, близ Кирна, Германия
- 516: Гамбург (до 1909 г), Германская империя
- 517: Женева (с 1967 г), Швейцария
- 518: Военно-морская обсерватория, Гамбург, Германия
- 519: Мешеде, Германия
- 520: Бонн, Германия (de:Volkssternwarte Bonn)
- 521: Бамберг, Германия (de:Dr.-Remeis-Sternwarte)
- 522: Страсбург, Франция (Астрономическая обсерватория Страсбурга)
- 523: Франкфурт, Германия (Sternwarte Frankfurt)
- 524: Мангейм, Германия (en:Mannheim Observatory)
- 525: Марбург, Германия (Die Gerling-Sternwarte des Fachbereich Physik)
- 526: Киль, Германия (de:Sternwarte Kiel)
- 527: Альтона, Германия (de:Sternwarte Altona)
- 528: Гёттинген, Германия (de:Sternwarte Göttingen)
- 529: Христиания, Норвегия (Universitäts-Sternwarte in Christiania)
- 530: Любек, Германия (de:Sternwarte Lübeck)
- 531: Римский колледж, Рим, Италия
- 532: Мюнхен, Германия (Universitäts-Sternwarte München, Bayerische Volkssternwarte München e.V., Bogenhausener Sternwarte (недоступная ссылка); a.k.a. Königlichen Sternwarte zu Bogenhausen)
- 533: Падуя, Италия (Astronomical Observatory of Padova Архивная копия от 1 марта 2009 на Wayback Machine)
- 534: Лейпциг (с 1861 г), Германия (de:Sternwarte Leipzig)
- 535: Палермо, Сицилия, Италия
- 536: Берлин-Бабельсберг, Германия (Берлинская обсерватория после 1913)
- 537: Обсерватория Урании, Берлин, Германия (Urania-Sternwarte Berlin)
- 538: Пула, Австро-Венгрия
- 539: Кремсмюнстер, Австрия (de:Sternwarte Kremsmünster, Observatory of Kremsmünster)
- 540: Линц, Австрия (Private Observatory Meyer/Obermair)
- 541: Прага, Чехия
- 542: Фалькензе, Германия (Sternwarte Falkensee)
- 543: Лейпциг (до 1861 г), Германская империя (de:Sternwarte Leipzig)
- 544: Обсерватория им. Вильгельма Фёрстера, Берлин, Германия (de:Wilhelm-Foerster-Sternwarte)
- 545: Вена (до 1879 г), Австро-Венгрия
- 546: Обсерватория Оппольцер, Вена, Австрия (Oppolzer Observatory)
- 547: Вроцлав, Польша (Instytut Astronomii Uniwersytetu Wrocławskiego)
- 548: Берлин (1835—1913), Германия
- 549: Уппсала, Швеция
- 550: Шверин, Германия (Planetarium und Sternwarte Schwerin)
- 551: Гурбаново, ранее О’Дьялла, Словакия (SLOVAK CENTRAL OBSERVATORY)
- 552: Обсерватория Сан-Витторе, Болонья, Италия
- 553: Хожув, Польша (Planetarium i Obserwatorium im. Mikołaja Kopernika w Chorzowie)
- 554: Обсерватория Бургзольмс, Вецлар, Германия (Burgsolms Observatory)
- 555: Краков — Форт Скала, Польша (Nicolaus Copernicus' Observatory at Fort Skala)
- 556: Райнталь, близ Мюнхена, Германия
- 557: Обсерватория Ондржеёв, Чехия
- 558: Варшава, Польша (Астрономическая обсерватория Варшавского университета)
- 559: Серра-ла-Наве, Италия (The «M. G. Fracastoro» Mountain Station Serra La Nave (Mt. Etna))
- 560: Доссобуонская Мадонна, Италия (Osservatorio Madonna di Dossobuono (недоступная ссылка), 1, Описание обсерватории)
- 561: Станция Пискештетё (Конкой), Будапешт, Венгрия
- 562: Обсерватория им. Фигля, Вена, Австрия (de:Leopold-Figl-Observatorium)
- 563: Зеевальхен, Австрия (Seewalchen)
- 564: Хершинг, Германия (Herrschinger Sternwarte)
- 565: Бассано-Брешано, Италия (Osservatorio Astronomico di Bassano Bresciano, 1, Описание)
- 566: Халеакала-NEAT/GEODSS, шт. Гавайи, США (Haleakala-NEAT/GEODSS, fr:GEODSS, SLR Global Performance Report Card, en:Air Force Maui Optical and Supercomputing observatory)
- 567: Кьонс, Италия (Chaonis Observatory)
- 568: Мауна-Кеа, Гавайи, США
- 569: Хельсинки, Финляндия (Обсерватория Хельсинкского университета)
- 570: Вильнюс (с 1939 г), Литва
- 571: Кавриана, Италия (Osservatorio privato «Giordano Bruno»)
- 572: Кёльн, Германия (Cologne Public Observatory aka de:Volkssternwarte Köln)
- 573: Эльдагзен, Германия
- 574: Готтоленго, Италия
- 575: Ла-Шё-де-Фон, Швейцария (Société Neuchâteloise d’Astronomie)
- 576: Бервош, Англия, Великобритания (Alan Young’s observatory at Burwash, A. Young, Burwash)
- 577: Обсерватория Метцерлен, Швейцария (Sternwarte in Metzerlen (недоступная ссылка))
- 578: Обсерватория Линден, ЮАР (рядом с #81)
- 579: Нови-Лигуре, Италия
- 580: Грац, Австрия (de:Universitätssternwarte Graz, Observatorium Lustbühel, de:Satellitenstation Graz-Lustbühel)
- 581: Sedgefield, ЮАР
- 582: Оруэлл Парк, Англия, Великобритания (The Orwell Astronomical Society (Ipswich))
- 583: Одесса-Маяки, Украина
- 584: Ленинград, Санкт-Петербург, Россия
- 585: Киевская кометная станция, Лесники, Украина
- 586: Пик дю Миди, Франция
- 587: Сормано, Италия
- 588: Эремо-ди-Тиццано, Италия (Osservatorio sociale «G. Horn D’Arturo» (недоступная ссылка))
- 589: Санта Лючия Стронконе, Италия
- 590: Метцерлен, Швейцария (Sternwarte in Metzerlen (недоступная ссылка), аналог #577)
- 591: Ресская обсерватория, Германия
- 592: Золинген, Германия (de:Sternwarte Solingen)
- 593: Монте-Арджентарио, Италия
- 594: Монте-Ауторе, Италия
- 595: Фарра д’Изонцо, Италия (it:Circolo Culturale Astronomico di Farra d'Isonzo, Circolo Culturale Astronomico di Farra d’Isonzo, Gruppo Italiano Astrometristi, Подробное описание)
- 596: Коллеверде ди Гвидония, Италия
- 597: Шпринге, Германия
- 598: Лояно, Италия (Stazione di Loiano)
- 599: Кампо Императоре--CINEOS, Италия (Campo Imperatore, CINEOS, Osservatorio Astronomico di Roma)

### 600—699
- 600: Обсерватория TLC, Болонья, Италия (TLC Observatory)
- 601: Обсерватория им. Х. Б. фон Энгельгардта, Дрезден, Германия (Auf der Sternwarte des Harrn Baron von Engelhardt in Dresden)
- 602: Обсерватория Урания, Вена, Австрия (Урания (Вена))
- 603: Боткамп, близ Киля, Германия
- 604: Обсерватория Архенхольда, Берлин-Трептов, Германия
- 605: Марль, Германия
- 606: Нордерштедт, Германия (Volkssternwarte Norderstedt e.V.?)
- 607: Обсерватория Хаген, Ронкхаузен, Германия (Arbeitsgemeinschaft Volkssternwarte Hagen e.V.)
- 608: Халеакала-AMOS, шт. Гавайи, США (AMOS)
- 609: Обсерватория Полино, Италия (Osservatorio di Piano Monte Polino, Polino)
- 610: Пьяноро, Италия (de:Sternwarte Pianoro, Горетти, Витторио, Osservatorio Astronomico di Pianoro, Gruppo Italiano Astrometristi, Подробное описание)
- 611: Штаркенбургская обсерватория, Хеппенхайм, Германия
- 612: Ленкербек, Германия
- 613: Хайзинген, Германия
- 614: Суази-на-Сене, Франция
- 615: Сен-Веран, Франция (сайт обсерватории, Observatoire de Saint Véran)
- 616: Брно, Чехия (Nicholas Copernicus Observatory and Planetarium in Brno, 616 Brno)
- 617: Арбонн-ла-Форе, Франция (Arbonne la Foret, Michel Meunier)
- 618: Мартиг, Франция
- 619: Сабадель, Испания (OBSERVATORIO DE SABADELL)
- 620: Астрономическая обсерватория Мальорки, Испания
- 621: Обсерватория Бергиш-Гладбах, Германия
- 622: Обервихтрах, Швейцария
- 623: Льеж, Бельгия (fr:Observatoire de Cointe)
- 624: Дертинген, Германия
- 625: Удалённая экспериментальная станция Мауи Кихеи-AMOS, шт. Гавайи, США (Кихеи-AMOS)
- 626: Гель, Бельгия
- 627: Бловак, Франция (Observatoire de Blauvac Архивная копия от 17 февраля 2009 на Wayback Machine)
- 628: Мюльхайм-на-Руре, Германия (Turtle Star Observatory (TSO))
- 629: Сегедская обсерватория, Сегед, Венгрия (Szeged Observatory, JATE Observatory)
- 630: Озенбах, Франция (Société Astronomique du Haut-Rhin)
- 631: Гамбург-Георгсвердер, Германия
- 632: Сан-Поло в Мошано, Италия (Osservatorio Astronomico di San Polo a Mosciano) (аналог #211)
- 633: Ромито, Италия
- 634: Кролль, Франция
- 635: Пержиньян, Франция
- 636: Эссен, Германия (Essen Observatory aka Walter Hohmann Observatory)
- 637: Гамбург-Химмельсмор, Германия (Himmelsmoor Private Observatory)
- 638: Детмольд, Германия
- 639: Дрезден, Германия (Professur für Astronomie · Lohrmann-Observatorium?)
- 640: Обсерватория Зенфтенбергер, Чехия (Senftenberger Sternwarte)
- 641: Оверберг, ЮАР
- 642: Ок-Бей, Виктория, Британская Колумбия, Канада (Christopher E. Spratt’s Web Page)
- 643: Обсерватория OCA-Анца, шт. Аризона, США (Minor White — a certified observer (MPC643), it:Michael Collins (astronomo), Orange County Astronomers (OCA) Anza observing site, Anza virtual tour to observatory Архивная копия от 24 января 2019 на Wayback Machine)
- 644: Паломар/NEAT, шт. Аризона, США (en:Palomar Mountain/NEAT, аналог #261, 675)
- 645: Апачи-Пойнт — Слоуновский цифровой обзор неба, шт. Нью-Мексико, США (Apache Point-Слоановский цифровой небесный обзор)
- 646: Обсерватория Сантана, ранчо Кукамонга, шт. Калифорния, США (Santana Observatory, Rancho Cucamonga)
- 647: Обсерватория Стон-Файндер, Калгари, Альберта, Канада
- 648: Обсерватория Винера, Сонойта, шт. Аризона, США (en:Winer Observatory, Rigel Telescope)
- 649: Обсерватория Пауэлл, Луисбург, шт. Канзас, США (Powell Observatory(1), Powell Observatory(2), Powell Observatory(3))
- 650: Темекула, шт. Аризона, США
- 651: Обсерватория Грасслендс, Тусон, шт. Аризона, США (The Grasslands Observatory)
- 652: Обсерватория Рок-Файндер, Калгари, Альберта, Канада
- 653: Обсерватория Торес, Бакли, шт. Вашингтон, США
- 654: Обсерватория Тейбл-Маунтин, Райтвуд-PHMC, шт. Калифорния, США (Обсерватория Тейбл-Маунтин)
- 655: Сук, Британская Колумбия, Канада
- 656: Виктория, Британская Колумбия, Канада
- 657: Обсерватория Клименхага, Виктория, Британская Колумбия, Канада (Climenhaga Observatory)
- 658: Национальный исследовательский совет Канады, Британская Колумбия, Канада
- 659: Обсерватория Heron Cove, Оркас, шт. Вашингтон, США
- 660: Обсерватория им. Лейшнера, Беркли, шт. Калифорния, США (en:Leuschner Observatory)
- 661: Астрофизическая обсерватория им. Ротни, Приддис, Альберта, Канада (en:Rothney Astrophysical Observatory, Rothney Astrophysical Observatory)
- 662: Ликская обсерватория, гора Гамильтон, шт. Калифорния, США
- 663: Обсерватория Ред-Маунтин, шт. Аризона, США
- 664: Обсерватория Менестеш-Ридж, шт. Вашингтон, США (en:Manastash Ridge Observatory)
- 665: Обсерватория Уоллиса, шт. Аризона, США
- 666: Обсерватория Мурпаркского колледжа, шт. Калифорния, США (Moorpark College Observatory, en:Moorpark College)
- 667: Ванапумская дамба, шт. Вашингтон, США
- 668: пик Сан-Эмигдио, шт. Калифорния, США
- 669: Оджай, шт. Калифорния, США (en:Summer Science Program)
- 670: Камарильо, шт. Калифорния, США (Camarillo Observatory)
- 671: Стони-Ридж, шт. Калифорния, США (en:Stony Ridge Observatory, Steve Brewster)
- 672: Маунт-Вильсон, шт. Калифорния, США
- 673: Обсерватория Тейбл-Маунтин, Райтвуд, шт. Калифорния, США
- 674: Обсерватория им. Клинтона Форда, Райтвуд, шт. Калифорния, США (en:Ford Observatory (Wrightwood))
- 675: Паломар, Калифорния, США (аналог #261, 644)
- 676: Сан-Клементе, шт. Калифорния, США (Software Systems Consulting Observatory)
- 677: Озеро Эрроухед, шт. Калифорния, США (The Cedar Glen Observatory)
- 678: Фаунтин-Хиллс, шт. Аризона, США
- 679: Сан-Педро Мартир, Мексика
- 680: Лос-Анджелес, шт. Калифорния, США
- 681: Калгари, Альберта, Канада (RASC Wilson Coulee Observatory?)
- 682: Канаб, шт. Юта, США (Vermillion Cliffs Observatory)
- 683: Обсерватория Гудрайк-Пиготт, Тусон, шт. Аризона, США
- 684: Прескотт, шт. Аризона, США
- 685: Уильямс, шт. Аризона, США
- 686: Инфракрасная обсерватория университета Миннесоты, Маунт Леммон, шт. Аризона, США (University of Minnesota. Mt. Lemmon Infrared Observatory, en:Mount Lemmon)
- 687: Университет Северной Аризоны, Флагстафф, шт. Аризона, США (Northern Arizona University campus observatory, National Undergraduate Research Observatory)
- 688: Обсерватория Лоуэлла, станция Андерсон-Меса, Флагстафф, шт. Аризона, США
- 689: Военно-морская обсерватория США, Флагстафф, шт. Аризона, США
- 690: Обсерватория Лоуэлла, Флагстафф, шт. Аризона, США
- 691: Обсерватория Стюарда, Китт-Пик — Спейсвоч, шт. Аризона, США (Обсерватория Стюарда, Национальная обсерватория Китт-Пик, Spacewatch)
- 692: Обсерватория Стюарда, Тусон, шт. Аризона, США (Обсерватория Стюарда)
- 693: Станция Каталина, Тусон, шт. Аризона, США (Catalina Station)
- 694: Тумамок-Хилл, Тусон, шт. Аризона, США (0.5-meter (21-inch) reflector on Tumamoc Hill, University Of Arizona)
- 695: Китт-Пик, шт. Аризона, США
- 696: Обсерватория им. Уиппла, Mt. Hopkins, шт. Аризона, США
- 697: Китт-Пик, Макгроу-Хилл, шт. Аризона, США (Обсерватория MDM)
- 698: Маунт-Бигелоу, шт. Аризона, США (Mt. Bigelow Observatory)
- 699: Обсерватория Лоуэлла — LONEOS, шт. Аризона, США

### 700—799
- 700: Чинле, шт. Аризона, США
- 701: Обсерватория Джанк-Бонд, Сьерра Виста, шт. Аризона, США
- 702: Обсерватория исследований комет, Сокорро, шт. Нью-Мексико, США (теперь «New Mexico Tech Remote Observatory»)
- 703: Обзор Каталина, Тусон, шт. Аризона, США
- 704: Опытная станция Лаборатории им. Линкольна, шт. Нью-Мексико, США
- 705: Апачи-Пойнт, шт. Нью-Мексико, США
- 706: Салида, шт. Колорадо, США
- 707: Станция Чемберлин, шт. Колорадо, США (Chamberlin Field Station, obs code 707)
- 708: Обсерватория Чемберлин, Денвер, шт. Колорадо, США (en:Chamberlin Observatory)
- 709: Обсерватория W & B, Клаудкрофт, шт. Нью-Мексико, США (en:Warren B. Offutt — наблюдатель (муж и жена) в этой обсерватории)
- 710: Обсерватория наблюдений малых планет, Флориссан, шт. Колорадо, США (The Minor Planet Observer)
- 711: Обсерватория Макдональд, Форд Дэвис, шт. Техас, США
- 712: Обсерватория Академии ВВС США, Колорадо-Спрингс, шт. Колорадо, США (USAF Academy Observatory)
- 713: Торнтон, Беннет, шт. Колорадо, США (Antelope Hills Observatory, владелец: Robert A. Koff)
- 714: Багдад, шт. Аризона, США (Bagdad Observatory)
- 715: Обсерватория Хорнада, Лас-Крусес, шт. Нью-Мексико, США (Jornada Observatory)
- 716: Обсерватория Палмер-Дивайд, Колорадо-Спрингс, шт. Колорадо, США (The Palmer Divide Observatory)
- 717: Ранчо Пруд, Форд Дэвис, шт. Техас, США (At the 1998 Texas Star Party, I obtained an observatory code of 717 for the Prude Ranch, en:Texas Star Party, в 2 км от Zodiac Ranch Observatory, в 5 км от #711)
- 718: Обсерватория Уиггинса, Тоэле, шт. Юта, США (The Stansbury Park Observatory Complex, Patrick Wiggins)
- 719: Обсерватория Этскорн, Сокорро, шт. Нью-Мексико, США (Frank T. Etscorn Campus Observatory, The Etscorn Campus Observatory, ECO (REMOTE OBSERVING), New Mexico Tech Astronomy Club)
- 720: Университет Монтеррей, шт. Нуэво-Леон, Мексика (Observatorio de la Universidad de Monterrey)
- 721: Лайм-Крик, шт. Небраска, США
- 722: Миссури, шт. Техас, США (On January 12, 1999, my back yard became code 722 Архивная копия от 16 мая 2006 на Wayback Machine)
- 723: Обсерватория Коттонвуд, Ада, шт. Оклахома, США (The Big Cottonwood Observatory)
- 724: Национальная Обсерватория, Такубайя, Мексика (Observatorio Astronómico Nacional; Observatorio de Tacubaya, Mexico)
- 725: Ранчо Фэр-Окс, шт. Техас, США
- 726: Брейнерд, шт. Миннесота, США (Jim Wentworth, «Fire in the Sky Observatory»)
- 727: Обсерватория Зенон, Эдмонд, шт. Оклахома, США (Стэффорд, Том (астроном))
- 728: Корпус-Кристи, шт. Техас, США
- 729: Астрономическая Обсерватория Гленли, Виннипег, провинция Манитоба, Канада (Glenlea Astronomical Observatory(1), Glenlea Astronomical Observatory(2))
- 730: Университет Северной Дакоты, Гранд-Форкс, шт. Северная Дакота, США (University of North Dakota Observatory, WikiMapia: University of North Dakota Observatory)
- 731: Обсерватория Роз — Хульман, Тера-Хоут, шт. Индиана, США (The Oakley Observatory and Rose-Hulman Observatory)
- 732: Оахака, шт. Оахака, Мексика
- 733: Аллен, Техас, США
- 734: Обсерватория Фарпойнт, Эскридж, шт. Канзас, США
- 735: Обсерватория Джордж, Нидвилль, шт. Техас, США
- 736: Хьюстон, шт. Техас, США
- 737: Обсерватория Нью-Булпен, Альфаретта, шт. Джорджия, США
- 738: Обсерватория Университета Штата Миссури, США (University of Missouri — St. Louis Observatory, Baker Observatory)
- 739: Обсерватория Санфлауэр, Олейте, шт. Канзас, США (Sunflower Observatory 739)
- 740: Обсерватория SFA, Накодочес, шт. Техас, США (en:SFA Observatory, Stephen F. Austin State University Observatory, SFASU Observatory)
- 741: Обсерватория Гудселл, Нортфилд, шт. Миннесота, США (en:Goodsell Observatory)
- 742: Университет им. Дрейка, Де-Мойн, шт. Айова, США (Drake Municipal Observatory)
- 743: Университет Миннесоты, Миннеаполис, шт. Миннесота, США
- 744: Обсерватория Доян-Роз, Индианаполис, шт. Индиана, США
- 745: Обсерватория Моррисон, Глазго, шт. Миссури, США (en:Morrison Observatory)
- 746: Обсерватория им. К. Брукса, гора Плезент, шт. Мичиган, США (en:Brooks Astronomical Observatory)
- 747: Обсерватория Хайленд-Род-Парк, шт. Луизиана, США (en:Highland Road Park Observatory)
- 748: Обсерватория Ван-Аллен, Айова-Сити, шт. Айова, США
- 749: Оквуд, шт. Джорджия, США
- 750: Обсерватория Гоббс, Фолл-Крик, шт. Висконсин, США (en:Hobbs Observatory)
- 751: Озеро Святого Льюиса (Людовика), шт. Миссури, США (University of Missouri — St. Louis Observatory, St. Louis Astronomical Society)
- 752: Обсерватория Пакетт, Маунтин-Таун, шт. Джорджия, США (Puckett Observatory)
- 753: Обсерватория им. Уошберна, Мэдисон, шт. Висконсин, США (en:Washburn Observatory)
- 754: Йеркская обсерватория, Вильямс-Бэй, шт. Висконсин, США
- 755: Обсерватория Оптек, шт. Мичиган, США (Optec Observatory)
- 756: Обсерватория Дирборн, Эванстон, шт. Иллинойс (en:Dearborn Observatory)
- 757: Хай-Пойнт, шт. Северная Каролина, США (Cline Observatory)
- 758: Обсерватория BCC, Коко, шт. Флорида, США (en:Astronaut Memorial Planetarium and Observatory, The BCC Observatory, en:Astronaut Memorial Planetarium & Observatory; BCC = Brevard Community College)
- 759: Нэшвилл, Брентвуд, шт. Теннесси, США (en:Dyer Observatory)
- 760: Обсерватория им. Гёте Линка, Бруклин, шт. Индиана, США
- 761: Зефирхиллс, шт. Флорида, США (Quail Hollow Observatory, Ричард Ковальский)
- 762: Обсерватория Фор-Виндс, Озеро Лилано, шт. Мичиган, США (частная обсерватория)
- 763: Кинг-Сити, провинция Онтарио, Канада
- 764: Обсерватория Пакетт, Стоун-Маунтин, шт. Джорджия, США (en:Puckett Observatory)
- 765: Цинциннати, шт. Огайо, США (en:Cincinnati Observatory)
- 766: Обсерватория Мичиганского университета, Восточный Лансинг, шт. Мичиган, США (en:Michigan State University Observatory)
- 767: Энн-Арбор, шт. Мичиган, США
- 768: Обсерватория Дирборн, шт. Иллинойс, США (en:Dearborn Observatory) (полный аналог #756)
- 769: Обсерватория Макмиллина, Колумбус, шт. Огайо, США (en:McMillin Observatory, McMillin Observatory HISTORY Архивная копия от 31 августа 2009 на Wayback Machine)
- 770: Обсерватория Кресент, Колумбус, шт. Огайо, США (en:Crescent Moon Observatory, The Crescent Moon Observatory)
- 771: Обсерватория Бойерос, Гавана, Куба (Observatorio de Rancho Boyeros) (1)
- 772: Обсерватория Болтвуд, Ститтсвилл, провинция Онтарио, Канада (en:Boltwood Observatory, Boltwood’s Observatory, en:Paul Boltwood)
- 773: Обсерватория им. Ворнера и Свози, Кливленд, шт. Огайо, США (en:Warner and Swasey Observatory)
- 774: Обсерватория им. Ворнера и Свози, станция Нассау, Чердон, шт. Огайо, США (en:Nassau Station Robotic Observatory)
- 775: Обсерватория Сейра, Саут-Вифлеем, шт. Пенсильвания, США (Sayre Observatory)
- 776: Фогги-Боттом, Хэмилтон, шт. Нью-Йорк, США (en:Foggy Bottom Observatory)
- 777: Торонто, провинция Онтарио, Канада (en:Toronto Magnetic and Meteorological Observatory)
- 778: Обсерватория Аллегейни, Питтсбург, шт. Пенсильвания, США
- 779: Обсерватория им. Дэвида Данлэпа, Ричмонд Хилл, Онтарио, Канада
- 780: Обсерватория им. Линдера Маккормика, Шарлотсвилль, шт. Вирджиния, США (en:Leander McCormick Observatory)
- 781: Кито, Эквадор
- 782: Кито, станция кометного астрографа, Эквадор (Работа ГАО НАН Украины на Кометной станции в Кито)
- 783: Риксивилль, шт. Вирджиния, США
- 784: Обсерватория им. Стала, Альфредский университет, шт. Нью-Йорк, США (en:Stull Observatory)
- 785: Обсерватория Фиц-Рандольф, Принстон, шт. Нью-Джерси, США (Map FitzRandolph Observatory, Princeton University Observatory)
- 786: Военно-морская обсерватория США, Вашингтон (с 1893 г.), округ Колумбия, США
- 787: Военно-морская обсерватория США, Вашингтон (до 1893 г.), округ Колумбия, США
- 788: Обсерватория Маунт-Куба, Уилмингтон, шт. Делавэр, США (en:Mount Cuba Observatory)
- 789: Обсерватория Литчфилд, Колледж Гамильтона , Клинтон, шт. Нью-Йорк, США
- 790: Доминьонская обсерватория, Оттава, провинция Онтарио, Канада
- 791: Обсерватория Флауэр-энд-Кук, Филадельфия, шт. Пенсильвания, США (History of Flower and Cook Observatory)
- 792: Университет штата Род-Айленд, Коношонто, шт. Род-Айленд, США (en:Ladd Observatory? не совпадает по координатам!)
- 793: Обсерватория Дадли, Олбани (до 1893 г.), шт. Нью-Йорк, США
- 794: Обсерватория Колледжа Вассар, Пафкипси, шт. Нью-Йорк, США (en:Vassar College Observatory)
- 795: Резерфорд, шт. Нью-Йорк, США (en:Rutherfurd Observatory)
- 796: Стемфорд, шт. Коннектикут, США (Stamford Observatory)
- 797: Йельская обсерватория, Нью-Хевен, шт. Коннектикут, США (en:Yale University Observatory, en:Yale Student Observatory)
- 798: Йельская обсерватория, Бетени, шт. Коннектикут, США (en:Yale University Observatory)
- 799: Винчестер, шт. Массачусетс, США (The Yale Observatory (named Winchester Observatory until 1920))

### 800—899
- 800: Гарвардская обсерватория, Арекипа, Перу
- 801: Обсерватория Ок-Ридж, шт. Массачусетс, США
- 802: Гарвардская обсерватория, Кембридж, шт. Массачусетс, США
- 803: Тонтон, шт. Массачусетс, США (1885: The high school has a new and beautiful building in the Elizabethan style, with tower and observatory)
- 804: Сантьяго — Сан-Бернардо, Чили
- 805: Сантьяго — Серро-Эль-Робле, Чили
- 806: Сантьяго — Серро-Калан, Чили (Обсерватория Серро-Калан в Чили на горе Робле, Работа советских астрономов, Советские астрономии в Чили, Пулковская экспедиция Серро-Калан, Обсерватория Серро-Калан, Observatorio Cerro Calán)
- 807: Обсерватория Серро-Тололо, Ла-Серена, Чили
- 808: Эль-Леонсито, провинция Сан-Хуан, Аргентина
- 809: Южная Европейская Обсерватория, Ла-Силья, Чили
- 810: Обсерватория Уоллес, Уэстфорд, шт. Массачусетс, США (George R. Wallace, Jr. Astrophysical Observatory (WAO))
- 811: Обсерватория Мария Митчелл, Нантакет, шт. Массачусетс, США (en:Maria Mitchell Observatory)
- 812: Винья-дель-Мар, Чили
- 813: Сантьяго Кинта-Нормаль (1862—1920), Чили, (Observatorio Astronomico de la Quinta Normal, Observatorio de Quinta Normal, Historia del Observatorio Astronómico Nacional)
- 814: Норт-Скитуэйт, шт. Массачусетс, США (Seagrave Observatory)
- 815: Сантьяго — Санта-Лючия (1849—1861), Чили
- 816: Обсерватория Ранд, шт. Нью-Йорк, США
- 817: Садбери, шт. Массачусетс, США (Ди Чикко, Деннис, Dennis di Cicco has discovered many asteroids from his backyard observatory in Sudbury, Massachusetts, Ken Odaisky Memorial Observatory Архивная копия от 3 мая 2009 на Wayback Machine?)
- 818: Обсерватория Жемо, Лаваль, провинция Квебек, Канада (Observatoire Gémeaux)
- 819: Валь-де-Буа, провинция Квебек, Канада (Observatoire de Val-Des-Bois)
- 820: Тариха, Боливия
- 821: Кордова — Боске Алегре, Аргентина
- 822: Кордова, Аргентина
- 823: Фитчбург, шт. Массачусетс, США (Scott Observatory, en:Leonard L. Amburgey)
- 824: Лейк-Клиер, шт. Нью-Йорк, США
- 825: Грэнвилль, шт. Массачусетс, США
- 826: Плесисвилль, провинция Квебек, Канада (observatoire à Plessisville)
- 827: Сен-Фелисьен, провинция Квебек, Канада (Claude Boivin, Observatoire Tournesol, Observatoire de St-Felicien)
- 828: Ассонет, шт. Массачусетс, США
- 829: Астрономический комплекс Эль-Леонсито, провинция Сан Хуан, Аргентина
- 830: Гудзон, шт. Нью-Гэмпшир, США
- 831: Обсерватория Розмари-Хилл, Университет шт. Флорида, США (Rosemary Hill Observatory, Rosemary Hill Open House, Rosemary Hill Observatory Tour Rosemary Hill Observatory at UF (недоступная ссылка), at AST@RHO)
- 832: Эттерс, шт. Пенсильвания, США
- 833: Астрономическая обсерватория Мерседес, Буэнос-Айрес, Аргентина (OBSERVATORIO ASTRONÓMICO «Ing. Ángel Di Palma»; Observatorio Astronomico Municipal de Mercedes; Obs. Astronomico de Mercedes)
- 834: Буэнос-Айрес — AAAA, Аргентина (es:Asociación Argentina Amigos de la Astronomía, Observatorio AAAA = Asociación Argentina Amigos de la Astronomía)
- 835: Станция Драм-Хилл, Челмсфорд, шт. Массачусетс, США (частная обсерватория, наблюдатель R. W. Sinnott)
- 836: Обсерватория Фернес-Брук, Крэнстон, шт. Род-Айленд, США
- 837: Юпитер, шт. Флорида, США
- 838: Дейтон, шт. Огайо, США (The Chumack Observatories, MPC Code #838, Dayton Research Station, рядом расположена: Apollo Observatory (Dayton))
- 839: Ла-Плата, Аргентина (Обсерватория Ла-Плата)
- 840: Флинт, шт. Мичиган, США
- 841: Обсерватория Мартин, Блэксбург, шт. Вирджиния, США (Martin Observatory)
- 842: Обсерватория Геттисбургского колледжа, шт. Пенсильвания, США (Gettysburg College Observatory, На сайте колледжа)
- 843: Обсерватория Эмеральд-Лейн, Декейтер, шт. Алабама, США
- 844: Лос-Молинос, Уругвай (El Observatorio Astronómico Los Molinos (OALM), Raul Salvo)
- 845: Обсерватория им. К. Форда, Итака, шт. Нью-Йорк, США (en:Ford Observatory (Ithaca))
- 846: Астрономическая обсерватория, Элса, шт. Иллинойс, США (en:Principia Astronomical Observatory, Prin Astronomical Observatory)
- 847: Обсерватория Лунное Кафе, шт. Мичиган, США
- 848: Обсерватория Тенагра, Коттедж-Грув, шт. Орегон, США (Tenagra I Архивная копия от 22 января 2009 на Wayback Machine)
- 849: Обсерватория Эверстар, Олейте, шт. Канзас, США (EverStaR Observatory)
- 850: Обсерватория Корделл-Лоренц, Сьюани, шт. Теннесси, США (en:Cordell-Lorenz Observatory)
- 851: Обсерватория Бурке-Гэффни, Галифакс, провинция Новая Шотландия, Канада (Burke-Gaffney Observatory, The Observatory of the Department of Astronomy and Physics at Saint Mary’s University)
- 852: Обсерватория Ривер-Мосс, Сент-Петерс, шт. Миссури, США (частная обсерватория)
- 853: Обсерватория Биосфера-2, шт. Аризона, США (Biosphere 2 Astronomical Observatory, Биосфера-2)
- 854: Обсерватория Каньон Сабино, Тусон, шт. Аризона, США (The Sabino Canyon Observatory)
- 855: Обсерватория Вэйсайд, Миннетонка, шт. Миннесота, США
- 856: Риверсайд, шт. Аризона, США
- 857: Роботизированная обсерватория Айова, Сонойта, шт. Аризона, США (Теперь это обсерватория: Rigel Telescope, Iowa Robotic Telescope)
- 858: Обсервтаория им. Теббатта, Эджвуд, шт. Нью-Мексико, США
- 859: Обсерватория Выкрота — CEAMIG, Бразилия (Observatório Wykrota — CEAMIG (Centro de Estudos Astronômicos de Minas Gerais), Observatório Wykrota)
- 860: Валиньюс, шт. Сан-Паулу, Бразилия (Observatorio de Valinhos)
- 861: Баран-Жералдо, шт. Сан-Паулу, Бразилия
- 862: Саку, Япония (Saku Tsuneta, IAU, Saku Tsuneta (National Astronomical Observatory of Japan))
- 863: Фурукава, Япония
- 864: Кумамото, Япония (KCAO (Kumamoto Civil Astronomical Observatory), Наблюдения в обсерватории KCAO)
- 865: Обсерватория Эмми, Нью-Пальц, шт. Нью-Йорк, США
- 866: Военно-морская академия США, Михельсон, шт. Мэриленд, США (Michelson Hall)
- 867: Обсерватория Садзи, Япония (en:Saji Observatory)
- 868: Обсерватория Хидака, Япония
- 869: Тоса, Япония (Tosa Juku’s astronomy club?)
- 870: Кампиньяс, шт. Сан-Паулу, Бразилия (Observatório de Campiñas, a.k.a. , [www.observatorio.campinas.sp.gov.br/ Observatório Municipal de Campiñas «Jean Nicolini»], WikiMapia: Observatório Municipal de Campiñas — Jean Nicolini (Campinas))
- 871: Ако, Япония
- 872: Токусима, Япония (Tokushima-Kainan Observatory, located at Dairi-Matsubara beach in the town of Kaiyo (Tokushima prefecture, Shikoku), Monte rosa)
- 873: Обсерватория Курасики, Япония (Kurashiki Observatory — обсерватория была знесена в каталог, так как там открыли в 1940 году комету!)
- 874: Итажуба, Бразилия
- 875: Йории, Япония
- 876: Хондзё, Япония
- 877: Окутама, Япония (Хиоки, Цутому, Хаякава, Сюдзи)
- 878: Кагия, Япония
- 879: Токай, Япония
- 880: Рио-де-Жанейро, Бразилия (pt:Observatório Nacional)
- 881: Тойота(Тоёта), Япония
- 882: Станция JCPM Ои, Япония
- 883: Сидзуока, Япония
- 884: Каванэ, Япония
- 885: Станция JCPM Якиимо, Япония
- 886: Мисима, Япония
- 887: Одзима, Япония
- 888: Обсерватория Гэкко, Япония
- 889: Карасуяма, Япония
- 890: Станция JCPM Тонэ, Япония
- 891: Станция JCPM Кимати, Япония
- 892: Станции YGCO Хосикава и Нагано, Япония
- 893: Сендайская муниципальная обсерватория, Япония
- 894: Киёсато, Япония
- 895: Хатамаэ, Япония
- 896: Обсерватория южной базы Яцугатакэ, Япония (en:Yatsugatake South Base Observatory, около #386)
- 897: YGCO, станция Тиёда, Япония
- 898: Фудзиэда, Япония
- 899: Тома, Япония

### 900—999
- 900: Морияма, Япония
- 901: Тадзими, Япония
- 902: Отакэ, Япония
- 903: Фукутияма и Каннабэ, Япония
- 904: Го-Томэ и Кобэ-Сума, Япония
- 905: Обсерватория Нати-Кацуура, Япония
- 906: Кобрам, шт. Виктория, Австралия
- 907: Мельбурн, шт. Виктория, Австралия (en:Melbourne Observatory)
- 908: Тояма, Япония (Toyama Astronomical Observatory, en:Masakatsu Aoki, Aoki astronomical observatory(IAU No.908))
- 909: Обсерватория Сноухомиш-Хиллтоп, шт. Вашингтон, США (Snohomish Hilltop Observatory)
- 910: Коссол — ODAS, Франция
- 911: Обсерватория им. Коллинза, Корнингский общественный колледж, шт. Нью-Йорк, США (en:Collins Observatory)
- 912: Обсерватория Карбанкл-Хилл, Грин, шт. Род-Айленд, США (Carbuncle Hill Observatory Greene)
- 913: Обсерватория Каппа Южного Креста, Монтевидео, Уругвай (Observatorio Kappa Crucis)
- 914: Обсерватория Андервуд, Хаббардстон, шт. Массачусетс, США
- 915: Обсерватория Ривер-Окс, Нью-Браунфельс, шт. Техас, США
- 916: Обсерватория Окли, Терр-От, шт. Индиана, США (en:Oakley Observatory)
- 917: Обсерватория им. Кека Тихоокеанского лютеранского университета, шт. Вашингтон, США (Pacific Lutheran University Keck Observatory, en:Pacific Lutheran University)
- 918: Обсерватория Бэдлендс, Квинн, шт. Южная Дакота, США (en:Badlands Observatory)
- 919: Обсерватория Дезерт-Бивер, шт. Аризона, США
- 920: Обсерватория RIT, Рочестер, шт. Нью-Йорк, США (en:RIT Observatory, RIT = Rochester Institute of Technology)
- 921: Юго-западный институт исследования космоса, Клаудкрофт, шт. Нью-Мексико, США (Earthrise Project)
- 922: Обсерватория Тимберленд, Декейтер, шт. Алабама, США
- 923: Обсерватория Брэдстрит, Сент-Дэвидс, шт. Пенсильвания, США (en:Bradstreet Observatory)
- 924: Обсерватория Сеже-де-Труа — Ривьер, провинция Квебек, Канада (Observatoire de Cégep de Trois Rivières)
- 925: Обсерватория Паломинас, шт. Аризона, США (Palominas Star Haven Observatory, Palominas Observatory Construction Images)
- 926: Обсерватория Тенагра-II, шт. Аризона, США
- 927: Мэдисон-YRS, шт. Висконсин, США (Yanna Research Station (YRS) Архивная копия от 21 января 2009 на Wayback Machine)
- 928: Обсерватория Мунидж, Нортпорт, шт. Нью-Йорк, США
- 929: Порт-Аллен, шт. Луизиана, США (Blackberry Observatory)
- 930: Таити, Французская Полинезия (Southern Stars Observatory)
- 931: Пунаауиа, Французская Полинезия (Punaauia)
- 932: Обсерватория Джона Маккарти, Нью-Милфорд, шт. Коннектикут, США (John J. McCarthy Observatory)
- 933: Обсерватория Рокленд, Сьерра-Виста, шт. Аризона, США (Rockland Observatory & Discovery West Observatory (933))
- 934: Повей-Велли, шт. Калифорния, США
- 935: Обсерватория Вирик, Хеймаркет, шт. Вирджиния, США
- 936: Обсерватория Ибис, Манхэттен, шт. Канзас, США (Ibis Observatory (недоступная ссылка))
- 937: Обсерватория Брэдбери, Стоктон-на-Тисе, Англия, Великобритания (Cleveland and Darlington Astronomical Society observatory)
- 938: Линьясейра, Португалия (Linhaceira (Tomar))
- 939: Обсерватория Родено, Испания (Observatorio Rodeno, Описание обсерватории)
- 940: Уотерлувилль, Англия, Великобритания (obs code is 940 (недоступная ссылка), com_contact/task, view/contact_id,27/Itemid,30/ Roger Dymock — хозяин обсерватории (недоступная ссылка), Waterlooville (Roger Dymock), Waterlooville)
- 941: Обсерватория Пла д’Аргин, Испания
- 942: Грэнтем, Англия, Великобритания
- 943: Певерелл, Англия, Великобритания
- 944: Обсерватория Хеминис, Дос-Эрманас, Испания
- 945: Обсерватория Монте-Дева, Испания (PAgina del Observatorio AstronCmico Municipal del Monte Deva, Observatorio Monte Deva(не работает), Observatorio Astronómico Monte Deva(работает справка), Описание обсерватории)
- 946: Обсерватория Ла-Амеллья-де-Мар, Испания
- 947: Сен-Сюльпис, Франция (Saint-Sulpice)
- 948: Паймур, Англия, Великобритания
- 949: Дюрталь, Франция
- 950: Ла-Пальма, Канарские острова, Испания
- 951: Хайворт, Англия, Великобритания (John Rock)
- 952: Маршукера, Испания (Observatori Marxuquera Архивная копия от 30 мая 2009 на Wayback Machine)
- 953: Монтхойя, Испания
- 954: Обсерватория Тейде, Тенерифе, Канарские ост-ва, Испания
- 955: Сассуэйрос, Португалия
- 956: Обсерватория Посуэло, Испания (Observatorio NTO Pozuelo)
- 957: Мериньяк, Франция (Observatory: Merignac)
- 958: Даксская Обсерватория, Франция (DAX Observatory, 2)
- 959: Рамонвиль-Сен-Ань, Франция (самая близкая к месту обсерватория)
- 960: Ролвенден, Англия, Великобритания
- 961: Городская обсерватория, Эдинбург, Шотландия, Великобритания
- 962: Гандиа, Испания (Наблюдатель Josep Julià Gómez Donet, Открытия обсерватории Gandia — 962)
- 963: Веррингтон, Англия, Великобритания
- 964: Саутенд-Бредфилд, Англия, Великобритания (Southend Bradfield Observatory, George Sallit,)
- 965: Астрономическая обсерватория Алгарве, Портиман, Португалия (COAA: Centro de Observação Astronómica no Algarve)
- 966: Черч-Стреттон, Англия, Великобритания (наблюдатель Стивен Лори)
- 967: Гринс-Нортон, Англия, Великобритания
- 968: Хэверхилл, Англия, Великобритания
- 969: Лондон — Риджентс-парк, Англия, Великобритания
- 970: Челмсфорд, Англия, Великобритания (Nick James’ observatory, Nick James, сообщение наблюдателя)
- 971: Лиссабон, Португалия
- 972: Дун-Эхт, Шотландия, Великобритания (Lord Lindsay’s Observatory at Dun Echt, Dun Echt Observatory)
- 973: Хэрроу, Англия, Великобритания
- 974: Генуя, Италия (Osservatorio Astronomico di Genova Università Popolare Sestrese)
- 975: Валенсия, Испания (Observatorio Astronómico Valencia)
- 976: Лимингтон-Спа, Англия, Великобритания
- 977: Маркри, графство Слайго, Ирландия
- 978: Кондер-Броу, Англия, Великобритания (наблюдатель Denis Buczynski)
- 979: Саут-Уонстон, Англия, Великобритания (Ron Arbour’s observatory)
- 980: Ланкастер, Англия, Великобритания (Lancaster’s lost observatory)
- 981: Арма, Северная Ирландия, Великобритания
- 982: Обсерватория Дансинк, Дублин, Ирландия (en:Dunsink)
- 983: Сан-Фернандо, Испания (The San Fernando Observatory, SLR Global Performance Report Card, es:Real Instituto y Observatorio de la Armada, Real Instituto y Observatorio de la Armada)
- 984: Истфилд, Англия, Великобритания
- 985: Телфорд, Англия, Великобритания
- 986: Эскот, Англия, Великобритания (Dr R. L. Waterfield’s Observatory, R.L. Waterfield’s observatory)
- 987: Обсерватория острова Мэн, Великобритания (The Isle of Man Observatory)
- 988: Глазго, Шотландия, Великобритания (Observatory Glasgow University )
- 989: Обсерватория Уилфред-Холл, Престон, Англия, Великобритания (Немного истории 70-х годов, Сейчас в Alston Observatory стоят инструменты из Wilfred Hall)
- 990: Мадрид, Испания
- 991: Ливерпуль (с 1867 г.), Англия, Великобритания
- 992: Ливерпуль (до 1867 г.), Англия, Великобритания
- 993: Вулстонская обсерватория, Англия, Великобритания (Reginald Lawson Waterfield, R L Waterfield, Woolston)
- 994: Годалминг, Англия, Великобритания
- 995: Дарем, Англия, Великобритания (Даремская обсерватория)
- 996: Оксфорд, Англия, Великобритания
- 997: Хартвелл, Англия, Великобритания (Hartwell Manor, Buckinghamshire, 1851)
- 998: Лондон — Милл-Хилл, Англия, Великобритания (en:University of London Observatory)
- 999: Бордо-Флуарак, Франция

### A00—A99
- A00: Грейвсенд, Англия, Великобритания
- A01: Масия-Каль-Масиароль Модуль 2, Испания (Observatori Cal Maciarol Mòdul, Описание обсерватории)
- A02: Масия-Каль-Масиароль Модуль 8, Испания (OBSERVATORIO CAL MACIAROL MÒDUL 8 MPC A02, Справочная информация, Описание обсерватории)
- A03: Торредембарра, Испания (Описание обсерватории)
- A04: Сен-Капре, Франция (L’observatoire de Saint-Caprais)
- A05: Белеста, Франция (Belesta)
- A06: Матаро, Испания (Grup d’Astronomia de Mataró, Esteve Cortés y Ferran Garcia, Описание обсерватории)
- A07: Грец-Арменвилье, Франция (L’Observatoire de Gretz-Armainvilliers, WikiMapia: Uranoscope (Gretz-Armainvilliers))
- A08: Малибер, Франция (L’Observatoire de Malibert, Observatoire de Malibert (недоступная ссылка))
- A09: Кинкампуа, Франция
- A10: Корберская астрономическая обсерватория, Испания (Observatori Astronòmic de Corbera (OAC))
- A11: Вормхоут, Франция (WORMHOUT-ASTRONOMIE)
- A12: Астрономическая Станция в Соццаго, Италия
- A13: Обсерватория Неф, Марли, Швейцария (en:Observatory Naef Ependes)
- A14: Обсерватория Ле-Энгаруин, Франция (Observatoire des Engarouines)
- A15: Обсерватория Йозефа Брессера, Боркен, Германия (Josef-Bresser-Sternwarte)
- A16: Тентлинген, Швейцария (Sternwarte Tentlingen MPC A16)
- A17: Обсерватория Гайдстар, Вайнхайм, Германия (Guidestar observatory)
- A18: Херне, Германия (Sternwarte Herne)
- A19: Кёльн, Германия
- A20: Зёгель, Германия
- A21: Ирмтраут, Германия (WWS Westerwald Sternwarte Irmtraut)
- A22: Обсерватория Штаркенбург — SOHAS, Германия (не путать с #611!)
- A23: Вайнхайм, Германия (Sternwarte Weinheim)
- A24: Обсерватория Новое Тысячелетие, Моццате, Италия (New Millennium Observatory)
- A25: Нова-Миланесе, Италия (L’Osservatorio Astronomico di Nova Milanese)
- A26: Дармштадт, Германия (de:Volkssternwarte Darmstadt)
- A27: Обсерватория Эридан, Лангельсхайм, Германия
- A28: Кемптен, Германия (Volkssternwarte Kempten e.V.)
- A29: Санта-Мария-Монте, Италия (Osservatorio Astronomico Comunale di Santa Maria a Monte, Ass. Astronomica «Isaac Newton» — Santa Maria a Monte, Osservatorio Astronomico Comunale di Santa Maria a Monte  (недоступная ссылка))
- A30: Креспадоро, Италия (Osservatorio-Cieliperduti (недоступная ссылка))
- A31: Обсерватория Сердце Карла, Италия (Stazione Astronomica «CorCaroli»)
- A32: Панкер, Германия
- A33: Народная обсерватория Кирхгайм , Германия (Тюрингия, de:Volkssternwarte Kirchheim)
- A34: Гросхаберсдорф, Германия (Private Observatory Sturm Europe Germany )
- A35: Обсерватория Хормерсдорф, Германия
- A36: Ганда-ди-Авьятико, Италия (Osservatorio di Ganda (frazione di Aviatico) Архивная копия от 14 декабря 2013 на Wayback Machine, Osservatorio Astronomico delle prealpi Orobiche)
- A37: Мюггельхайм, Германия (Amateursternwarte Müggelheim)
- A38: Автоматизированный телескоп в Кампокатино, Коллепардо, Италия (Campocatino Automated Telescope, совмещена с обсерваторией #468)
- A39: Альтенбург, Германия (Altenburger Astronomieverein Bernhard Schmidt e.V.)
- A40: Пьета, Италия
- A41: Обсерватория Резман, Камник, Словения (Rezman Observatory Home Page, Rezman Observatory, Kamnik)
- A42: Герден, Германия
- A43: Обсерватория Инастарс, Потсдам (до 2006), Германия (Inastars Observatory, далее она идёт под номером #B15)
- A44: Альчвендт, Австрия (Altschwendt)
- A45: Карренкнойль, Германия
- A46: Лелековице, Чехия (V tйto scenйrii pozorujeme — ибst panoramy Lelekovic, LELEKOVICE)
- A47: Матера, Италия (SLR Global Performance Report Card)
- A48: Повельяно-Веронезе, Италия (Osservatorio di Povegliano Veronese)
- A49: Уппсала-Ансгтрём, Швеция (The 90 cm Westerlund Telescope, Ångström Laboratory, Uppsala, The Astronomical Observatory at the Uppsala University, Уппсальский университет)
- A50: Андрушёвская астрономическая обсерватория, Житомирская область, Украина
- A51: Гданьск, Польша
- A52: Этьек, Венгрия
- A53: Пескьера-дель-Гарда, Италия (Peschiera del Garda in Milkyweb Astronomical Observatory Guide)
- A54: Остроруг, Польша
- A55: Астрономическая обсерватория Валлемаре-ди-Борбона, Италия (Osservatorio Astronomico Vallemare di Borbona)
- A56: Парма, Италия (Parma Observatory?)
- A57: Астрономическая обсерватория им. Маргариты Хак, Флоренция, Италия (Osservatorio Astronomico Margherita Hack Архивная копия от 30 апреля 2009 на Wayback Machine, Хак, Маргерита)
- A58: Обсерватория де Шаландре-Канотье, Франция
- A59: Обсерватория Карловы Вары, Республика Чехия (Hvězdárna Karlovy Vary)
- A60: Станция YSTAR-NEOPAT, Сатерланд, ЮАР (WikiMapia YSTAR-NEOPAT Station, Южноафриканская астрономическая обсерватория)
- A61: Тортона, Италия (Filip Fratev)
- A62: Айхталь, Германия (A62 Sternwarte Aichtal)
- A63: Обсерватория Космосо, Тассен-ла-Деми-Люн, Франция (L’Observatoire Cosmosoz situé à Tassin la Demi Lune a reçu le Code A63)
- A64: Кувалу-де-Сен-Серге, Швейцария
- A65: Ле-Кувен-де-Лентен, Франция (Antoine Vergara Astrophotography)
- A66: Астрономическая наблюдательная станция, Ливорно, Италия (A. L. S. A. — Associazione Livornese Scienze Astronomiche, Stazione Osservativa Astronomica)
- A67: Кьюза-ди-Пезио, Италия (The Dho’s Observatory in Chiusa di Pesio, Mario Dho Observatory)
- A68: Обсерватория Сведенборг, Мункбраруп, Германия
- A69: Обсерватория Палаццо Бинди Сергарди, Италия
- A70: Лумийоки, Финляндия (Snowriver Observatory, Lumijoki, A70 Lumijoki)
- A71: Штиксендорф, Австрия (или Вайнцирль-на-Вальде)
- A72: Радебойльская обсерватория, Германия (Sternwarte «Adolph Diesterweg» Radebeul, Astroclub Radebeul)
- A73: Пенцингская астрометрическая обсерватория , Вена, Австрия
- A74: Обсерватория Берген-Энкхайм, Германия (Bergen-Enkheim Observatory)
- A75: Обсерватория Форт-Пиус, Барселона, Испания (Jordi Ortega)
- A76: Обсерватория Андромеда, Мишкольц, Венгрия (Andromeda Observatory)
- A77: Обсерватория Шан-Пердри, Добан, От-Прованс, Франция (Observatoire Chante-Perdrix — Dauban, Observatoire controlé à distance de Dauban)
- A78: Стиа, Италия (Osservatorio Astronomico di STIA di Giovanni Bartolozzi)
- A79: Обсерватория Звездно общество, Плана, Болгария (Zvezdno Obshtestvo Observatory)
- A80: Обсерватория Линденберг, Германия (Lindenberg Observatory)
- A81: Обсерватория Бальцаретто, Рим, Италия (Balzaretto Observatory)
- A82: Триестская астрономическая обсерватория , Италия (Osservatorio Astronomico di Trieste)
- A83: Обсерватория Якокоски, Финляндия (Jakokoski Observatory (недоступная ссылка))
- A84: Национальная обсерватория TUBITAK, Турция, (РТТ-150)
- A85: Одесская астрономическая обсерватория, Крыжановка, Украина
- A86: Альбинье, Франция (Observers C. Cavadore)
- A87: Римбах, Германия (Rimbach)
- A88: Больцането, Италия
- A89: Обсерватория Штерни, Кемптен (Альгой), Германия (Sternwarte Kempten)
- A90: Обсерватория Сант-Херваси, Барселона, Испания (Observatorio de Sant Gervasi, рядом с обсерваторией #006)
- A91: Обсерватория Ханкасалми, Ханкасалми, Финляндия (en:Hankasalmi Observatory)
- A92: Обсерватория Уршеану, Будапешт, Румыния (Observatorul Astronomic «Amiral Vasile Urseanu»)
- A93: Лукка, Италия
- A94: Кормонс, Италия
- A95: Обсерватория Таурус-Хилл, Варкаус, Финляндия (Taurus Hill Observatory)
- A96: Клоштернойбург, Австрия (University of Vienna and Purgathofer Observatory, Klosterneuburg, Austria)
- A97: Штаммерсдорф, Австрия (Stammersdorf, Первая астрометрия)
- A98: Обсерватория Таурус-1, Барань, Беларусь
- A99: Обсерватория Монте-Бальдо, Италия (L’Osservatorio Astronomico è situato in località Novezzina di Ferrara di Monte Baldo (Verona))

### B00—B99
- B00: Савини-ле-Темпль, Франция (Passion du Ciel, Patrick Sogorb asteroids measurements from IAU B00)
- B01: Обсерватория Таунус, Франкфурт, Германия (Описание обсерватории)
- B02: Кельце, Польша (Obserwatorium Kielce, OBSERWATORIUM I PLANETARIUM AKADEMII ŚWIĘTOKRZYSKIEJ Архивная копия от 6 декабря 2007 на Wayback Machine, Pedagogical University in Kielce, 1)
- B03: Альтер-Зацберг, Вена, Австрия
- B04: OAVdA, Сен-Бартельми, Италия (l’Observatoire Astronomique de la Région Autonome Vallée d’Aoste)
- B05: Обсерватория Ка-Дар, Барыбино, Подмосковье, Россия
- B06: Астрономическая обсерватория Монтсени, Испания (Montseny Astronomical Observatory)
- B07: Каморино, Швейцария (Osservatorio Camorino, зеркало)
- B08: Сан-Лаццаро-ди-Савена, Италия
- B09: Капанноли, Италия (Osservatorio Astronomico Amatoriale, Pietro Dora Vivarelli — Capannoli, Backman, Backman — Osservatorio Astronomico Amatoriale B09 Capannoli — Pietro Dora Vivarelli, Pietro Dora Vivarelli, Блог обсерватории)
- B10: Обсерватория Ма-де-Гре, Муадан, Франция (Site de l’Observatoire du Mas des Grès)
- B11: Обсерватория Чима-Рест, Имола, Италия (Osservatorio Cima Rest)
- B12: Обсерватория Кошного, Нордвейкерхаут, Нидерланды (Koschny Observatory)
- B13: Обсерватория Традате, Италия (osservatorio FOAM13)
- B14: Ка-дель-Монте, Италия (Osservatorio Ca' del Monte, Osservatorio Astronomico di Cdi Cààdel Montedel Monte (недоступная ссылка))
- B15: Обсерватория Инастарс, Потсдам, Германия (после 2006) (Inastars Observatory, Inastars Observatory Potsdam, до 2006 года её номер был #A43)
- B16: Обсерватория 1-й московской гимназии, Липки, Подмосковье, Россия
- B17: АЗТ-8, Евпатория, Россия
- B18: Терскол, Россия (Обсерватория Терскол)
- B19: Обсерватория Илуро, Матаро, Испания (Observatorio Iluro, Josep Maria Villegas)
- B20: Обсерватория Кармелита, Тиана, Испания (GAT — Grup d’Astronomía de Tiana (недоступная ссылка), Josep M. Aymami)
- B21: Обсерватория Гайсберг, Шердинг, Австрия (Willkommen auf der Homepage der Sternwarte Gaisberg)
- B22: Обсерватория д’Ахер, Барселона, Испания (?Observatori d’Ager nº 5 (LLeida), Vall d’Ager (недоступная ссылка)?)
- B23: Фьямене, Италия (Osservatorio Astronomico Fiamene, Osservatorio Fiamene, Osservatorio di Fiamene)
- B24: Сессон, Франция (l’Observatoire de CESSON (Code MPC B24), зеркало, Observer: Marc SERRAU)
- B25: Катания, Италия (INAF — Osservatorio Astrofisico di Catania?)
- B26: Обсерватория де-Тер-Бланш, Реланн, Франция
- B27: Обсерватория Пикар, Санкт-Файт, Австрия (Picard private observatory in Austria Архивная копия от 19 февраля 2009 на Wayback Machine)
- B28: Обсерватория Манди, Паньякко, Италия (наблюдатель Paolo Corelli (недоступная ссылка))
- B29: Обсерватория ль’Амполья, Таррагона, Испания
- B30: Шамотулы-Галово, Польша (наблюдатель Мацей Решельский)
- B31: Большой южноафриканский телескоп, Сутерланд, ЮАР
- B32: Обсерватория Геленау, Германия (Observatory Gelenau)
- B33: Обсерватория Либбиано, Печчоли, Италия (Associazione Astrofili Alta Valdera, Centro Astronomico di Libbiano Peccioli — PI)
- B34: Обсерватория Зелёный Остров, Гечиткале, Кипр (Green Island Observatory, Cyprus)
- B35: Обсерватория Барекет, Макабим, Израиль (en:Bareket observatory, Возможно скоро они будут в GRAS)
- B36: Обсерватория Редшед, Кальхам, Австрия (Redshed observatory)
- B37: Обсерватория de L' Ametlla del Valles, Барселона, Испания (OBSERVATORIO DE A. GARRIGÓS SÁNCHEZ, Antonio Garrigos)
- B38: Санта-Мама, Италия (Specola «Stefano Trevisan»)
- B39: Традате, Италия (B39 — Lorenzo Comolli, Совсем рядом с #B13)
- B40: Обсерватория Скайлайв, Катания, Италия (Skylive, Gruppo Astrofili Catanesi)
- B41: Злинская обсерватория, Чехия (Hvězdárna Zlín, Описание Hvězdárna Zlín, Координаты и адрес)
- B42: Витебск, Беларусь
- B43: Хеннеф, Германия
- B44: Эгале, Франция (Patrick Sogorb asteroids measurements from IAU B44)
- B45: Нарама, Польша
- B46: Обсерватория Синтини, Альфонсине, Италия (Osservatorio astronomico amatoriale «Amleto Sintini» Alfonsine (RA))
- B47: Обсерватория Метсяля, Эспоо, Финляндия (Интервью с Тимо-Пекка Метсяля, Страница с фото)
- B48: Бохольт, Германия
- B49: Обсерватория Паус, Сабадель, Испания (Jordi Camarasa)
- B50: Обсерватория Корнер, Дурмерсхайм, Германия (Corner Observatory)
- B51: Валлори, Франция (AstroVALLO: Observatory Vallauris)
- B52: Обсерватория Эль-Фар, Испания
- B53: Казаль-Лумбросо, Рим, Италия (B53 — ROMA — Casal Lumbroso)
- B54: Ахер, Испания (Joan Bel, Observatori Astronòmic d'Àger, Mi observatorio en Àger (Lérida), аналог #A01-A02)
- B55: Комельянс, Италия
- B56: Обсерватория Сант-Пере, Матаро, Испания (Jordi Lopesino)
- B57: Обсерватория Лайетания, Паретс-дель-Вальес, Испания (OBSERVATORIO LAIETANIA, Parets del Vallès — MPC B57 Архивная копия от 23 июля 2008 на Wayback Machine)
- B58: Обсерватория Полярная звезда, Будапешт, Венгрия (Polaris Csillagvizsgáló)
- B59: Боркен, Германия (Sternfreunden in Borken)
- B60: Обсерватория Глубокий Космос, Бад-Бентхайм, Германия (Astronomischer Verein der Grafschaft Bentheim e.V. (AVGB) — нет там упоминания B60)
- B61: Обсерватория Валлдореш, Сан-Кугат-дель-Вальес, Испания
- B62: Брелинген, Германия
- B63: Обсерватория Солярис, Лючановице, Польша (Brian Marsden, B63 i dach na pilota (недоступная ссылка), Solaris II, Obserwatorium Solaris II (недоступная ссылка), Наблюдатель Michal Zolnowski)
- B64: Обсерватория Слоп-Рок, Хювинкяа, Финляндия (Slope Rock Observatory (SRO), Slope Rock Observatorio (Форум))
- B65: Обсерватория Комакаллио, Киркконумми, Финляндия (Observatory code for Komakallio is B65)
- B66: Обсерватория Казаско, Италия (Osservatorio Astronomico Naturalistico di Casasco)
- B67: Обсерватория Мирастейлас, Фалера, Швейцария (en:Sternwarte Mirasteilas)
- B68: Обсерватория гора Матаюр, Италия (Mount Matajur Observatory, MPC #B68)
- B69: Обсерватория Совы и Вороны, Хольцгерлинген, Германия (сайт обсерватории)
- B70: Сан-Селони, Испания
- B71: Обсерватория Вендрель, Испания
- B72: Зёрт, Германия (возможно, что Bernd Koch из Sörth связан с обсерваторией)
- B73: Обсерватория долины Маурен, Хольцгерлинген, Германия (Astrophotography with small telescopes — сайт наблюдателя S. Beck)
- B74: Санта-Мария-де-Монтмагастрель, Испания (Observatorio de Santa María de Montmagastrell)
- B75: Астрономическая станция Бетельгейзе, Маньяго, Италия
- B76: Обсерватория Шёнфельд, Дрезден, Германия (Sternwarte Schönfeld)
- B77: Обсерватория Шафматт, Арау, Швейцария (Schafmatt Observatory, Aarau Архивная копия от 30 апреля 2011 на Wayback Machine)
- B78: Обсерватория Астрофотон, Аудорф, Авствия (Astrophoton Observatory, Расположена обсверватория в городе Нусбах)
- B79: Маранская обсерватория, Италия (Osservatorio Astronomico M.te Marana, Координаты обсерватории Osservatorio Astronomico di Marana)
- B80: Астрономическая обсерватория Кампомаджоре, Италия
- B81: Каймари, Испания (MPC B81 OBSERVATORIO ASTRONOMICO CAIMARI (недоступная ссылка))
- B82: Майдбронн, Римпар, Германия (Bernhard’s Comet Project)
- B83: Гьер, Франция («Observatoire» de Gières-38)
- B84: Обсерватория Циклоп, Осткапелле, Зеландия, Нидерланды (Cyclops Observatory)
- B85: Обсерватория Бейлен, Нидерланды (Beilen Observatory, MPC Observatory code B85, Albert van Duin)
- B86: Народная обсерватория Хаген, Германия (de:Sternwarte Hagen, Volkssternwarte Hagen)
- B87: Баньолас, Испания
- B88: Обсерватория Бигмуские, Момберчелли, Италия
- B89: Астрономическая обсерватория Тьяны, Италия (L’Observatori Astronòmic de Tiana, Observatori Astronòmic de Tiana, GAT — Grup d’Astronomía de Tiana Архивная копия от 17 ноября 2019 на Wayback Machine)
- B90: Обсерватория Малина-Ривер, Поволетто, Италия
- B91: Больвилье, Франция
- B92: Шинон, Франция (Observatoire de Chinon)
- B93: Хогевен, Нидерланды
- B94: Обсерватория ПетрГУ, Россия
- B95: Ахтернхольт, Германия
- B96: Обсерватория Бриксиис, Крёйбеке, Бельгия (BRIXIIS — astronomical observatory)
- B97: Обсерватория Андромеда, Меппел, Нидерланды (Обсерватория Henk Munsterman, Henk Munsterman (Sterrenwacht Andromeda, Meppel))
- B98: Сиена, Италия (Università degli Studi di Siena — Dipartimento di Fisica, Osservatorio Astronomico)
- B99: Санта-Колома-де-Граманет, Испания (наблюдатель C. Gonzalez; организация: Centre de Estudios de la Naturaleza dell Barcelonés Nord)

### C00—C99
- C00: Великие Луки, Россия
- C01: Обсерватория им. Лормана, Трибенберг, Германия (сайт обсерватории)
- C02: Обсерватория Роял-Парк, Испания
- C03: Обсерватория Клэйхол, Йокела, Финляндия (Сайт с рассказом об обсерватории)
- C04: Краматорск, Украина
- C05: Кёнигсляйтен, Австрия
- C06: Обсерватория СибГАУ, Красноярск, Россия
- C07: Обсерватория Анисльюм, Ахер, Испания (сайт обсерватории)
- C08: Фибю, Швеция
- C09: Руэ, Франция
- C10: Месонсель, Франция (Сайт обсерватории, Сообщения в MPC от С10, Jean-François Soulier)
- C11: Слани, Чехия
- C12: Обсерватория Берта, Сабадель, Испания
- C13: Комо, Италия
- C14: Обсерватория Скай-Вистас, Айхграбен, Австрия
- C15: ISON-Уссурийск, Россия
- C16: Изарвинкельская обсерватория, Бад-Тёльц, Германия (сайт обсерватории, de:Isarwinkel)
- C17: Обсерватория имени Жоана Рожета, Ажер, Испания (сайт обсерватории)
- C18: Фрасне-Ле-Анвен, Бельгия (Фран-лез-Анвен)
- C19: Обсерватория ROSA, Воклюз, Франция (сайт обсерватории, сайт обсерватории-2 (недоступная ссылка), регистрировал обсерваторию de:Ranga Yogeshwar)
- C20: Кисловодская горная станция Пулковской обсерватории, Карачаево-Черкесия, Россия
- C21: Обсерватория «Млечный Путь» (Via Lactea), Ажер, Испания
- C22: Обервизенталь, Германия
- C23: Олмен, Бельгия
- C24: Севесо, Италия
- C25: Станция Пулковской обсерватории, Кампо-Императоре, Италия
- C26: Левендальская обсерватория, Лейден, Нидерланды
- C27: Пальерольс, Испания
- C28: Веллингхофен, Германия
- C29: Обсерватория Лес-Планес-де-Сол, Испания
- C30: Обсерватория ПетрГУ, Шёлтозерская станция, Россия
- C31: Обсерватория общества Неандерёе в Хохдале, Эркрат, Германия (сайт обсерватории)
- C32: Обсерватория Ка-Дар, станция ТАУ, Нижний Архыз, Россия
- C33: Обсерватория CEAM, Каймари, Канарские острова, Испания
- C34: Байская астрономическа обсерватория, Венгрия
- C35: Террасса, Испания
- C36: Обсерватория «Звёздный Странник», Барань, Беларусь
- C37: Стоуапленд, Великобритания
- C38: Обсерватория Варуна, Куорнье, Италия
- C39: Неймеген, Нидерланды
- C40: Астрофизическая обсерватория Кубанского государственного университета, Россия
- C41: Обсерватория МАСТЕР-II, Кисловодск, Россия
- C42: Обсерватория Синмин, гора Нашань, Китай (星明天文台 Xingming Observatory, en:Gao Xing)
- C43: Хойерсверда, Германия
- C44: Обсерватория им. Алессандро Вольта, Ланцо-д’Интельви, Италия (Одна из первых публикаций в MPC)
- C45: MPC1 Обсерватория Кассии, Жюстин, Италия (Сайт обсерватории, it:La Giustiniana)
- C46: Обсерватория Горизонт, Петропавловск, Казахстан (Сообщение о присвоении кода обсерватории )
- C47: Нондорф, Австрия (Willkommen auf den Astronomie Seiten von Gerhard Dangl)
- C48: Саянская Солнечная Обсерватория, Иркутск, Россия
- C49: STEREO-A (КА)
- C50: STEREO-B (КА)
- C51: WISE  (KA)
- C60: Обсерватория Института Астрономии им. Аргеландера, Бонн, Германия (Argelander-Institut für Astronomie Архивная копия от 10 декабря 2014 на Wayback Machine, Боннский университет )
- C61: Челлес, Франция
- C62: Обсерватория EURAC, Больцано, Италия (it:EURAC)
- C63: Обсерватория Джузеппе Пиацци, Понте-ин-Вальтеллина, Италия
- C64: Пухенштубен, Австрия
- C76:
- C77:
- C78:
- C79:
- C80: Донская астрономическая обсерватория (ПИ ЮФУ) Россия, Ростов-на-Дону. Don Astronomical Observatory (PI of Southern Federal University)
- C81:
- C82:
- C83: Badalozhnyj Observatory, Россия, Красноярский край, ст. Бадаложный (Информация об обсерватории)
- C84:
- C85:
- C86:
- C87:
- C88:
- C89:
- C90:
- C91:
- C92:
- C93:
- C94:
- C95:
- C96:
- C97:
- C98:
- C99: -->

### D00—D99
- D00: Обсерватория ISON-Кисловодск, Россия
- D14: Обсерватория Начуань, Гуанчжоу, Китай (南川 天文台, D14 廣州 南川天文台, tom6740 (недоступная ссылка))
- D16: Обсерватория Бао Лян Цзюй, Тунь Мэнь, Гонконг, Китай (en:Po Leung Kuk, Astronomy and Observatory Centre on the roof floor)
- D17: Гонконг, Китай (D17 香港 太空館)
- D18: Обсерватория Гуйцзи, Китай
- D20: Обсерватория Задко, равнина Уоллингпап, Австралия (Zadko Telescope, Wallingup Plain, Zadko Telescope, Zadko Telescope)
- D21: Шентон-Парк, Австралия (ранее назвалась «Tenagra Observatory, Shenton Park», LUCKAS OBSERVATORY — MPC D21, Tenagra, Western Australia, Tenagra WA, Luckas Observatory (MPC D21))
- D22: Обсерватория UWA, Кроли, Австралия (сайт обсевратории)
- D24: Обсерватория Лайтбакетс, Пингелли, Австралия (en:LightBuckets)
- D25: Обсерватория Тзек-Моун, Пингелли, Австралия (до 2010 года; Tzec Maun Foundation, MPC: D25, Австралия, переехала в январе 2010 года на #D96)
- D29: Обсерватория Фиолетовая Гора (Цзыцзиньшань), Станция Сюйи, Китай (Observing Stations Xuyu, 紫金山天文台盱眙观测站, Обсерватория Цзыцзиньшань, Параметры телескопа и наблюдений)
- D32: Обсерватория Цзяннань-Тяньчи, гора Гэтяньлин, Китай (OBS. D35 & D32)
- D34: Обсерватория Кэньтин, Хэнчунь, Тайвань, Китай (OBS. D35 & D32, 我的墾丁天文台就是Ｄ３４)
- D35: Обсерватория Лулинь, Тайвань, Китай
- D36: Татака, Национальный Парк Гора Юшань, Тайвань, Китай (IAU D36觀測站-塔塔加, 我也在塔塔加申請了一個Ｄ3６)
- D39: Обсерватория Шаньдунского университета, Вэйхай, Китай (Официальный сайт обсерватории (не работает), Сайт Университета Шаньдун, Вэйхай Weihai Observatory of Shandong University, Chen CAO — сотрудник этой обсерватории)
- D44: Исигакидзимская астрономическая обсерватория, Окинава, Япония (ISHIGAKI OBSERVATORIES Ishigakijima Astronomical Observatory (на Японском))
- D55: Обсерватория Высшей научной школы Канвондо, Ksho, Южная Корея (Kangwon Science High School)
- D57: Астрономическая обсерватория Кимхэ, Убан-Дон, Южная Корея (Citizens astronomical observatory at Gimhae Astronomical Observatory (недоступная ссылка), Gimhae Astronomical Observatory, gimhae astronomical observatory (недоступная ссылка))
- D58: Обсерватория KSA SEM, Данггам-Дон, Южная Корея
- D61: Сунтопия-Марина, Сумото, Япония (Наблюдатель С. Накано)
- D62: Мияки-Аргентеус, Япония (Fujio Kabashima and Koichi Nishiyama and their private observatory in Miyaki, Saga Prefecture)
- D70: Тоса, Япония (Tosa Comet Observation Team D70)
- D74: Накагава, Япония (Anan Science Center Nakagawa Observatory, formerly Nakagawa Science Center Nakagawa Observatory, Nakagawa Observatory, Не работающий сайт)
- D78: Ига-Уено, Япония
- D79: Обсерватория YSVP, Вале Парк, Аделаида, Австралия
- D80: Астрономическая обсерватория, Гумма, Япония (Gunma Astronomical Observatory (GAO), Координаты обсерватории)
- D81: Нагано, Япония (MPC D81’s blog)
- D82: Уоллору, Австралия (Southern Comets Homepage)
- D83: Мива, Япония
- D84: Хеллет-Ков, Австралия
- D85: Ингл-Фарм, Австралия
- D86: Пенвортхем, Австралия (Хозяин обсерватории Джастин Тилбрук)
- D87: Бруклин-Парк, Австралия (Southern Comets Homepage)
- D88: Хирацука, Япония (Night view of Hiratsuka)
- D89: Ямагата, Япония (K. Itagaki, Yamagata University astronomical observatory)
- D90: Обсерватория RAS, Мурук[англ.], Австралия (Riverland Dingo Observatory Telescope Farm (R.D.O.), Moorook Remote Observatory, Global Rent-a-Scope)
- D91: Адати, Япония (Hamanowa Astronomical Observatory)
- D92: Осаки, Япония (Обсерватория принадлежит T. Yusa)
- D93: Сендайская астрономическая обсерватория, Япония
- D94: Таканезава, Тотиги, Япония (Itagaki Astronomical Observatory, Присвоение кода по случаю открытия кометы)
- D95: Курихара, Япония
- D96: Обсерватория Тзек-Моун, Мурук, Австралия (Tzec Maun Foundation)
- D97: Берри, Австралия

### E00—E99
- E00: Каслмейн, Австралия
- E01: Барфорд, Австралия (South Yarra, Технические параметры телескопа+ПЗС, Наблюдатель: Bernard Heathcote, Bernard Heathcote, South Yarra)
- E03: Обсерватория RAS, Офисер, Австралия (Global Rent-a-Scope)
- E04: Обсерватория Пасифик-Скай, Сайпан, Марианский архипелаг, США (Palms Observatory (недоступная ссылка))
- E05: Обсерватория Эрл-Хилл, Тринити-Бич, Австралия
- E07: Муррумбатемен, Новый Южный Уэльс, Австралия
- E08: Обсерватория Уобблсок, Кунабарабран, Австралия
- E09: Обсерватория Окли, Кунабарабран, Австралия (Oakley Observatory)
- E10: Южный телескоп Фолкеса — Сайдинг-Спринг, Австралия (en:Faulkes Telescope South)
- E11: Обсерватория Фрог-Рок, Мадги, Австралия (Frog Rock Observatory Архивная копия от 21 октября 2010 на Wayback Machine)
- E12: Обзор Сайдинг-Спринг, Австралия
- E13: Ванниасса, Австралия (Vello Tabur)
- E14: Обсерватория Хантерс-Хилл, Нгуннавал, Австралия (Hunters Hill Observatory)
- E15: Обсерватория Магеллан, близ Гоулберн, Австралия (Magellan Observatory)
- E16: Обсерватория Гров-Крик, Транки, Австралия (en:Grove Creek Observatory)
- E17: Льюра, Австралия (Leura Observatory, Leura MP)
- E18: Обсерватория BDI, Реджентс-Парк, Австралия (Около Sutherland South Сиднея, en:BDI Observatory)
- E19: Кингсгров, Австралия (Kingsgrove Observatory)
- E20: Марсфилд, Австралия (Присвоение номера по случаю наблюдения околоземного астероида)
- E21: Обсерватория Норма-Роз, Лейберн, Австралия (Norma Rose Observatory, Queensland)
- E22: Обсерватория университета Южного Квинсленда, Mt. Kent, Австралия (Mt Kent Observatory)
- E23: Аркадия, Австралия (en:Arcadia, New South Wales)
- E24: Обсерватория Тангра, Сейнт-Клэр, Австралия
- E25: Рошдейл (APTA), Австралия (Automated Patrol Telescopes Australia (APTA), Rochedale, AU (IAU #E25), Работа A. R. Duncan (APTA))
- E26: Обсерватория RAS, Биггера-Уотерс, Австралия (Global Rent-a-Scope)
- E27: Торнлендс, Австралия (Присвоение обозначения по случаю открытия кометы C/2007 E2 (Lovejoy), Terry Lovejoy’s Astrophotography, Terry Lovejoy (IceInSpace) Лавджой, Терри)
- E28: Обсерватория Курива, Хоксбери-Хейтс, Австралия
- E81: Нельсон, Новая Зеландия
- E85: Фарм-Ков, Новая Зеландия (en:Farm Cove Observatory)
- E94: Обсерватория Поссум, Гисборн, Новая Зеландия (Possum Observatory, Присвоение обозначения по случаю подтверждения открытия кометы)

### F00—F99
- F51: Pan-STARRS 1, Халеакала, шт. Гавайи, США
- F59: Дистанционная обсерватория Айронвуд, шт. Гавайи, США (Ironwood Remote Observatories LLC, первое сообщение)
- F60: Обсерватория Айронвуд, шт. Гавайи, США (Ironwood Observatory)
- F65: Халеакала — Северный телескоп Фолкеса, шт. Гавайи, США (en:Haleakala Observatory, en:Faulkes Telescope North)
- F84: Обсерватория Гибискус, Пунаауиа, Таити, Французская Полинезия (Работает там Sebastian Hönig (недоступная ссылка), Работает там Jean-Claude PELLE)(F84=F85=F86)
- F85: Обсерватория Тики, Пунаауиа, Таити, Французская Полинезия (Присвоение обозначения по случаю подтверждения открытия кометы)(F84=F85=F86)
- F86: Обсерватория Моана, Пунаауиа, Таити, Французская Полинезия (Присвоение обозначения по случаю подтверждения открытия кометы) (F84=F85=F86)

### G00—G99
- G51: Byrne Observatory, Sedgwick Reserve, CA, U.S.A. (Byrne Observatory at Sedgwick Reserve)
- G52: Stone Edge Observatory, El Verano, CA, U.S.A. (Stone Edge Observatory)
- G53: Обсерватория Олдер-Спрингс, Оберри, шт. Калифорния, США
- G54: Хемет, шт. Калифорния, США
- G55: Бейкерсфилд, шт. Калифорния, США
- G56: Уолнат-Крик, шт. Калифорния, США (?Mount Diablo Observatory?)
- G57: Обсерватория Дилберт, Форест-Грув, шт. Орегон, США (Dilbert Observatory)
- G58: Чаботский космический и научный центр, Окленд, шт. Калифорния, США (en:Chabot Space and Science Center)
- G59: Обсерватория Мейден-Лейн, остров Бейнбридж, шт. Вашингтон, США
- G60: Обсерватория Карроль, Монтесито, шт. Калифорния, США (Carroll Observatory Westmont College Keck Telescope, en:Westmont College, WikiMapia)
- G61: Плезантон, шт. Калифорния, США (Racoon Run)
- G62: Обсерватория Санриверского природного центра, Санривер, шт. Орегон, США (en:Sunriver Observatory)
- G63: Обсерватория Милл-Крик, Дэлс, шт. Орегон, США (Mill Creek Observatory)
- G64: Обсерватория Голубой Каньон, шт. Калифорния, США (Astronomy at Blue Canyon Star Parties?)
- G65: Вулкан-Норт, Ликская обсерватория, гора Гамильтон, шт. Калифорния, США (аналог #662 Ликская обсерватория)
- G66: Обсерватория Лейк-Форест, Форест-Хиллс, шт. Калифорния, США
- G67: Солнечное ранчо, Камино, шт. Калифорния, США (Rancho Del Sol Observatory)
- G68: Обсерватория Сьерра-Старс, Маркливилль, шт. Калифорния, США (Sierra Stars Observatory)
- G69: Саузенд-Окс, шт. Калифорния, США (Rolling Roof Observatory, Thousand Oaks?)
- G70: Обсерватория Франсискито, Лос-Анджелес, шт. Калифорния, США (наблюдатель Jones Richard, рядом с #672)
- G71: Ранчо Палос-Вердес, шт. Калифорния, США (Carlos Lemmi Observatory, Carlos Lemmi Astronomy Site, фотоальбом обсерватории G71)
- G72: Юниверсити-Хиллс, шт. Калифорния, США
- G73: Маунт-Вильсон — TIE, шт. Калифорния, США (Telescopes in Education (TIE), аналог #672 Обсерватория Маунт-Вильсон)
- G74: Обсерватория Болдер-Ноллс, Эскондидо, шт. Калифорния, США (рядом с Маунт Паломар #675)
- G75: Обсерватория Старри-Найт (Starry Knight), Кото-де-Каса, шт. Калифорния, США
- G76: Обсерватория Альтамира, Кото-де-Каса, шт. Калифорния, США (Altimira Observatory)
- G77: Озеро Балдуин, шт. Калифорния, США
- G78: Обсерватория Дезерт-Уондерер, Эль-Сентро, шт. Калифорния, США (IAU station G78, The Desert Wanderer Observatory, наблюдатель Ён, Уильям)
- G79: Астрономическая исследовательская станция, гора Гоут, шт. Калифорния, США (GMARS; Riverside Astronomical Society, The Goat Mountain Astronomical Research Station has become the official dark sky site for the RAS, Riverside Astronomical Society’s Goat Mountain Astronomical Research Station (MPC G79) (недоступная ссылка))
- G80: Удалённые обсерватории Сьерра, Оберри, шт. Калифорния, США (Sierra Remote Observatories)
- G81: Темекула, шт. Калифорния, США (scubabri — наблюдатель на G81)
- G82: Обсерватория SARA, Китт-Пик, шт. Аризона, США (The Southeastern Association for Research in Astronomy (SARA), Национальная обсерватория Китт-Пик)
- G83: Маунт-Грэм-LBT, шт. Аризона, США (Большой бинокулярный телескоп)
- G84: Маунт-Леммон Скай-Центр, шт. Аризона, США
- G85: Обсерватория Вермиллион-Клиффс, Канаб, шт. Юта, США (Vermillion Cliffs Observatory)
- G86: Тусон — Винтерхавен, шт. Аризона, США (наблюдатель C. W. Hergenrother)
- G87: Мемориальная обсерватория Кельвина Хупера, Гайд-парк, шт. Юта, США
- G88: Обсерватория LAMP, Нью-Ривер, шт. Аризона, США (LAMP, or «Loucks Astrometry of Minor Planets» observatory)
- G89: Обсерватория Качина, Флагстафф, шт. Аризона, США
- G90: Обсерватория Три-Бьютс, Тусон, шт. Аризона, США (Three Buttes Observatory)
- G91: Обсерватория им. Уиппла, гора Хопкинс — 2MASS, шт. Аризона, США (Обсерватория имени Уиппла)
- G92: Обсерватория Жарнак, Вейл, шт. Аризона, США (Home of David and Wendee Levy, наблюдатель Дэвид Леви)
- G93: Исследовательская обсерватория, Сонойта, шт. Аризона, США (Sonoita Research Observatory)
- G94: Обсерватория Соноран-Скайз, Сент-Дэвид, шт. Аризона, США (Sonoran Skies Observatory web site, Sonoran Skies Observatory, Llc)
- G95: Обсерватория Хирфорд-Аризона, Хирфорд, шт. Аризона, США (Hereford Arizona Observatory)
- G96: Обзор Маунт-Леммон, шт. Аризона, США
- G97: Обсерватория Альфа Астрономической лиги, Портал, шт. Нью-Мексико, США
- G98: Обсерватория Кельвин-Реобот, Реобот, шт. Нью-Мексико, США (Calvin-Rehoboth Robotic Observatory, Calvin Observatory, Calvin Observatory)
- G99: Обсерватория NF, Сильвер-Сити, шт. Нью-Мексико, США (NF Observatory Home Page)

### H00—H99
- H00: Тирон, шт. Нью-Мексико, США
- H01: Обсерватория Магдалена-Ридж, округ Сокорро, шт. Нью-Мексико, США (en:Magdalena Ridge Observatory, Нью-Мексиканский технологический институт)
- H02: Обсерватория Сальфер-Флетс, Ла-Куэва , шт. Нью-Мексико, США
- H03: Обсерватория Сендиа-Вью, Рио-Ранчо, шт. Нью-Мексико, США (Sandia View Observatory)
- H04: Санта-Фе, шт. Нью-Мексико, США
- H05: Обсерватория Эдмунда Кляйна, Дир-Трейл, шт. Колорадо, США (Edmund Kline Observatory, Deer Trail)
- H06: Обсерватория RAS, Мейхилл, шт. Нью-Мексико, США
- H07: Обсерватория 7300, Клаудкрофт, шт. Нью-Мексико, США (Desert Eagle Observatory?)
- H08: Обсерватория Блэкберд, Клаудкрофт, шт. Нью-Мексико, США (BlackBird Observatory, Описание обсерватории R. Jay GaBany, ранее работала эта ссылка)
- H09: Обсерватория Энтилоп-Хиллс, Беннетт, шт. Колорадо, США (Antelope Hills Observatory)
- H10: Обсерватория Тзек-Моун, Мейхилл, шт. Нью-Мексико, США (Tzec Maun Foundation, Нью-Мексико MPC: H10)
- H11: Обсерватория Лайтбакетс, Родео, шт. Нью-Мексико, США (Форум обсерватории LB-0001 = H11 (недоступная ссылка), Сайт дистанционной обсерватории)
- H12: Текдом (TechDome), Мейхилл, шт. Нью-Мексико, США (сайт обсерватории)
- H13: Обсерватория Леномия, Каса-Гранде, шт. Аризона, США (сайт обсерватории)
- H14: Обсерватория Утренняя звезда, Тусон, шт. Аризона, США (сайт обсерватории)
- H15: ISON-NM, Мейхилл, шт. Нью-Мексико, США
- H16: Обсерватория HUT, Игл, шт. Колорадо, США
- H17: Обсерватория Энджел-Пикс, шт. Колорадо, США
- H18: Вейл, шт. Аризона, США
- H19: Обсерватория Лон-Стар, Кейни, шт. Оклахома, США
- H20: Обсерватория Восточно-Иллинойсского университета, Чарлстон, шт. Иллинойс, США
- H21: Астрономическая исследовательская обсерватория, Вестфилд, шт. Иллинойс, США (сайт обсерватории?)
- H22: Терр-От, шт. Индиана, США
- H23: Обсерватория Пир-Три, Валпарейзо, шт. Индиана, США (?VU OBSERVATORY, en:Valparaiso University?)
- H24: Обсерватория Дж. Вина, Ловелл, шт. Мичиган, США (en:Veen Observatory)
- H25: Обсерватория Харвест-Мун, Нортфилд, шт. Миннесота, США (Harvest Moon Observatory)
- H26: Исследовательская обсерватория им. Грейнера, Джейнсвилль, шт. Висконсин, США (The Greiner Research Observatory (GRO), The GRO Observatory, Sellek, Doc Greiner Research Observatory Minor Planet Astrometry Procedure, Minor Planet Project)
- H27: Обсерватория Мунглоу, Уорренсбург, шт. Миссури, США (это не то — Moonglow Observatory — Ramona, шт. Калифорния!?!)
- H28: Обсерватория Престон-Хиллс, Селина, шт. Техас, США (Eric Dose — работает на H28)
- H29: Обсерватория Айвивуд, Эдмонд, шт. Оклахома, США
- H30: Обсерватория оклахомского университета, Норман, шт. Оклахома, США (en:University of Oklahoma Observatory)
- H31: Обсерватория Стар-Ридж, Веймар, шт. Техас, США
- H32: Техасская физическая обсерватория, станция колледжа A&M, шт. Техас, США (Texas A&M Physics Observatory, en:Texas A&M Astronomical Observatory)
- H33: Обсерватория Биксхома, Биксби, шт. Оклахома, США (Bixhoma Observatory)
- H34: Чапел-Хилл, шт. Техас, США
- H35: Ливенворт, шт. Канзас, США
- H36: Обсерватория Сэндлот, Скрентон, шт. Канзас, США (Хаг, Гари, Sandlot Observatory, данные об обсерватории)
- H37: Обсерватории Гремс-Тиммонс, Греттингер, шт. Айова, США
- H38: Обсерватория Тимберлайн, Урбандейл, шт. Айова, США (Timberline Observatory Архивная копия от 10 июня 2010 на Wayback Machine)
- H39: Обсерватория S.O.S., Миннеаполис, шт. Миннесота, США (The Shed of Science)
- H40: Обсерватория Наббин-Ридж, шт. Арканзас, США (Nubbin Ridge Observatory)
- H41: гора Петит-Жан, шт. Арканзас, США (Arkansas Sky Observatories, H41 — ASO Petit Jean Mountain Facility)
- H42: Обсерватория Вартбургского колледжа, Вейверли, шт. Айова, США (Platte-Wartburg Observatory)
- H43: Конвей, шт. Арканзас, США (Arkansas Sky Observatories)
- H44: Кескейд-Маунтин, шт. Арканзас, США (Cascade Mountain)
- H45: Обсерватория Арканзас-Скай, Петит-Жан Маунтин Саут, шт. Арканзас, США (Arkansas Sky Observatories)
- H46: Обсерватория Рики, Блу-Спрингс, шт. Миссури, США (Ricky Observatory, Bennefeld Observatory, ранее работающая ссылка)
- H47: Виксберг, шт. Миссисипи, США (Observatory Comet Skies, Ранее работала ссылка, Последние варианты сайта обсерватории)
- H48: Обсерватория Гринбуш Питтсбургского государственного университета, Питтсбург, шт. Канзас, США (PSU/Greenbush Astrophysical Observatory)
- H49: Астрономическая обсерватория Арканзасского технического университета, Расселвилль, шт. Арканзас, США (ATU Astronomical Observatory)
- H50: Обсерватория Университета центрального Арканзаса, Конвей, шт. Арканзас, США (University of Central Arkansas Obs.)
- H51: Исследовательская обсерватория им. Грейнера, Верона, шт. Висконсин, США (Minor Planet?)
- H52: Обсерватория Хокай, Дюран, шт. Иллинойс, США (Hawkeye Observatory)
- H53: Томпсонвилль, шт. Иллинойс, США (Birmingham Astronomical Observatory)
- H54: Обсерватория Сидер-Драйв, Пуласки, шт. Висконсин, США (Tony’s Astronomy Page — NS)
- H55: Астрономическая исследовательская обсерватория, Чарлстон, шт. Иллинойс, США (Astronomical Research Observatory, Charleston, Antares Observatory, Charleston, IL)
- H56: Обсерватория Нортбрук-Мидоу, шт. Иллинойс, США
- H57: Обсерватория Университета штата Огайо, Лима, шт. Огайо, США (OSU-Lima Student Observatory Home Page)
- H58: NASA/MSFC ALaMO, Редстон-Арсенал, шт. Алабама, США (Automated Lunar and Meteor Observatory (ALaMO), NASA — Lunar Impact Monitoring, MSFC, NASA)
- H59: Обсерватория Прэр-Грасс, Кэмп-Каллом, шт. Индиана, США (Prairie Grass Observatory)
- H60: Обсерватория Хартленд, Кермел, шт. Индиана, США
- H61: Ньюкасл, Онтарио, Канада (Newcastle Observatory)
- H62: Обсерватория Колледжа им. Кельвина, шт. Мичиган, США (Calvin Observatory)
- H63: Обсерватория де-Кальб, Оберн, шт. Индиана, США (The Starkey Astronomy Web Page)
- H64: Обсерватория Колледжа им. Томаса Мора, Крествью-Хиллс, шт. Кентукки, США (Observatory — Thomas More College Архивная копия от 15 июля 2010 на Wayback Machine)
- H65: Обсерватория Уолтонфилдс, Уолтон, шт. Кентукки, США
- H66: Йеллоу-Спрингс, шт. Огайо, США (The Chumack Observatories, Yellow Springs Research Station)
- H67: Обсерватория Стонгейт, Энн-Арбор, шт. Мичиган, США
- H68: Обсерватория Ред-Берн, Ти-Ти, шт. Джорджия, США (en:Red Barn Observatory)
- H69: Обсерватория им. Перкинса, Делавер, шт. Огайо, США (Perkins Observatory, Perkins Observatory — Delaware, Ohio)
- H70: Эшвилл, шт. Северная Каролина, США
- H71: Чула, шт. Джорджия, США (Hines Observatory IAU/MPC H71)
- H72: Обсерватория Эвелин Эган, Форт-Майерс, шт. Флорида, США (Новость про обсерваторию, FGCU’s Evelyn L. Egan Observatory, Fort Myers, ранее работала ссылка)
- H73: Астрономическая Обсерватория Лэйкленд, Киртленд, шт. Огайо, США (Lakeland Astronomical Observatory)
- H74: Обсерватория Bar J, Нью-Смирна-Бич, шт. Флорида, США (Bar J Observatory)
- H75: Обсерватория Индиан-Хилл-Норт, Хантсбург, шт. Огайо, США (Indian Hill Observatory)
- H76: Обсерватория Окридж, Майами, шт. Флорида, США (OakRidge Observatory)
- H77: Обсерватория им. Бюлер, шт. Флорида, США (Buehler Planetarium & Observatory )
- H78: Обсерватория Университета Нариньо, Пасто, Колумбия (UNIVERSITY OF NARIÑO OBSERVATORY_COLOMBIA, Universidad de Nariño, OBSERVATORIO ASTRONÓMICO (недоступная ссылка))
- H79: Обсерватория Йоркского университета, Торонто, провинция Онтарио, Канада (en:York University Observatory)
- H80: Обсерватория Халстеда, Принстон, шт. Нью-Джерси, США
- H81: Обсерватория Хартунг-Бутройд, Итака, шт. Нью-Йорк, США (en:Hartung-Boothroyd Observatory)
- H82: Обсерватория CBA-NOVAC, Фронт-Роял, шт. Виргиния, США
- H83: Обсерватория Тимберлейк, Октон, шт. Виргиния, США
- H84: Обсерватория Нортвью, Mendon, шт. Нью-Йорк, США
- H85: Сильвер-Спринг, шт. Мэриленд, США (Silver Spring Observatory, Silver Spring Observatory (старая версия сайта))
- H86: Обсерватория CBA-East, Лорел, шт. Мэриленд, США (Center for Basement Astrophysics Laurel, Maryland Архивная копия от 3 марта 2016 на Wayback Machine)
- H87: Обсерватория Фенвика, Ричмонд, шт. Виргиния, США (Fenwick Observatory, Форум Обсерватории, Фотоальбом обсерватории)
- H88: Обсерватория Хоуп, Белкамп, шт. Мэриленд, США
- H89: Обсерватория Гелекси-Блюз, Гатино, провинция Квебек, Канада (Galaxy Blues Observatory)
- H90: Оттава, провинция Онтарио, Канада
- H91: Обсерватория Рейнольдс, Потсдам, шт. Нью-Йорк, США (Clarkson Stargazers)
- H92: Обсерватория Арктур, шт. Нью-Джерси, США (Arcturus Observatory)
- H93: Беркли-Хейтс, шт. Нью-Джерси, США
- H94: Сидер-Ноллс, шт. Нью-Джерси, США
- H95: Обсерватория NJIT, Ньюарк, шт. Нью-Джерси, США (Boyden Hall Observatory, Rutgers/Newark, en:New Jersey Institute of Technology)
- H96: Обсерватория Плеяды, Мандевилль, провинция Квебек, Канада (Observatoire des Pléiades — ранее тут была страница)
- H97: Научный Центр, гора Толкотт, Эйвон, шт. Коннектикут, США (en:Talcott Mountain Science Center, Talcott Mountain Science Center, ранее тут была страница)
- H98: Обсерватория Дарк-Розанн, Мидлфилд, шт. Коннектикут, США (DARK ROSANNE OBSERVATORY (недоступная ссылка) Архивировано 26 октября 2009.)
- H99: Обсерватория Санхилл, г. Ньютон, шт. Массачусетс, США

### I00—I99
- I00: Обсерватория Карбанкл-Хилл, Ковентри, шт. Род-Айленд, США (Carbuncle Hill Observatory Архивная копия от 30 июля 2004 на Wayback Machine)
- I01: Обсерватория Клэй-Сентер, Бруклайн, шт. Массачусетс, США (Clay Center Observatory)
- I02: Обсерватория Серро-Тололо, Ла-Серена--2MASS, Чили
- I03: Европейская южная обсерватория, Ла-Силья — ASTROVIRTEL, Чили
- I04: Обсерватория Мамальюка, Чили (Cerro Mamalluca Observatory, WikiMapia, Описание Архивная копия от 24 октября 2007 на Wayback Machine)
- I05: Обсерватория Лас-Кампанас — TIE, Чили (Southern Telescopes In Education Chile, Обсерватория Лас-Кампанас, аналог #304, Telescopes in Education (TIE))
- I06: Обсерватория Вернера Шмидта, районная высшая школа Денниса-Ярмута, шт. Массачусетс, США (Werner Schmidt Observatory)
- I07: Обсерватория Конлин-Хилл, Оксфорд, шт. Массачусетс, США (Conlin Hill Observatory)
- I08: Альянса S4, Серро-Бурек, Аргентина
- I09: Серро-Амазонес, Чили (en:Cerro Armazones Observatory, Cerro Armazones, Фото, en:Hexapod-Telescope)
- I10: Южная обсерватория Кампо-Катино, Сан-Педро-де-Атакама, Чили (CAOS-CampoCatino Austral Observatory)
- I11: Южная обсерватория Джемини, Серро-Пачон, Чили
- I12: Обсерватория Академии Филлипса, г. Андовер, шт. Массачусетс, США (Gelb Observatory, Академия Филлипса)
- I13: Обсерватория Берлейт, Вашингтон, США
- I14: Обсерватория Тай-Спьюран, Фреймингем, шт. Массачусетс, США
- I15: Обсерватория Вишинг-Стар, Бэррингтон, шт. Род-Айленд, США
- I16: IAA-AI Атакама, Сан-Педро-де-Атакама, Чили
- I17: Обсерватория Томаса Купиллари, Флитвилль, шт. Пенсильвания, США (сайт обсерватории)
- I18: Обсерватория Фен-Маунтин, Кавсвилль, шт. Виргиния, США (en:Fan Mountain Observatory)
- I19: Обсерватория Эль-Гато-Грис, Танти, Аргентина (Observatorio «El Gato Gris», )
- I20: Обсерватория Сальвадор, Рио-Куарто, Аргентина (Observatorio Astronómico Salvador, Observatorio Salvador MPC I20, Bienvenido a la AOACM La Asociación de Observatorios Argentinos de Cuerpos Menores (AOACM), Fernando Mazzone получает код обсерватории)
- I21: Обсерватория эль-Кондор, Кордова, Аргентина
- I22: Обсерватория Эбби-Ридж, Стиллуотер-Лейк, провинция Новая Шотландия, Канада (Abbey Ridge Observatory)
- I23: Обсерватория Фрости-Колд, Гавань Мэш, шт. Мэн, США
- I24: Обсерватория озеро Вудс, Локест-Гров, шт. Виргиния, США (en:Locust Grove, Orange County, Virginia; сайт обсерватории)
- I25: Обсерватория ECCCO, Боске-Алегре, Аргентина
- I26: Обсерватория Каппа Креста, Кордова, Аргентина (Сайт обсерватории)
- I27: Обсерватория Бард-Оул, Кэрп, Канада
- I28: Обсерватория Старху, Лейквилль, шт. Массачусетс, США
- I29: Middlesex School Observatory, Concord, MA, U.S.A. (en:Middlesex School, )
- I30: Обсерватория Хеминис-Аустраль, Аргентина (Observatorio Geminis Austral, Observatorio Geminis Austral)
- I31: Астрономическая Обсерватория колледжа Кристо-Рей, Аргентина (Observatorio Astronomico del Colegio Cristo Rey)
- I32: Обсерватория Бета Ориона, Росарио, Аргентина (Observatorio Beta Orionis)
- I33: SOAR, Серро-Пачон, Чили (en:Southern Astrophysical Research Telescope, Southern Astrophysical Research (SOAR), en:Cerro Pachón)
- I34: Morgantown, PA, U.S.A.
- I35: Sidoli, Argentina
- I36: Обсерватория Лос-Капитос, Каньюэла, Аргентина
- I37: Обсерватория Астродоми, Санта-Рита, Аргентина (Astrodomi, en:Astrodomi)
- I38: Обсерватория Лос-Альгарробос, Сальто, Уругвай (Bienvenido al Observatorio Los Algarrobos, Salto, Uruguay)
- I39: Обсерватория Крус-дель-Сур, Сан-Хусто, Аргентина (Observatorio Cruz del Sur)
- I40: La Silla--TRAPPIST, Chile
- I41: Palomar Mountain—PTF, CA, U.S.A.
- I42: OWC Observatory, Niceville, FL, U.S.A.
- I43: Tarleton State University Obs., Stephenville, TX, U.S.A.
- I44: Северо-Западный колледж штата Флорида, Niceville, штата Флорида, США (en:Northwest Florida State College)
- I66: Обсерватория Таурус Аустралис, Бразилиа, Бразилия
- I68: Обсерватория Посада-дус-Анойнес, Бразилия (в 15 км южнее Alto Paraiso de Goias)
- I76: Обсерватория Тесла, Вальдеморильо, Испания
- I77: Обсерватория CEAMIG-REA, Белу-Оризонти, Бразилия (CEAMIG-REA Observatory, Презентация обсерватории CEAMIG-REA)
- I80: Rose Cottage Observatory, Китли, Англия, Великобритания
- I81: Tarbatness Observatory, Portmahomack, Шотландия, Великобритания
- I82: Güímar', Canary Islands, Spain
- I83: Cherryvalley Observatory, Rathmolyon, Ireland
- I84: Серро-дель-Вьенто, Бадахос, Испания
- I85: Лас-Неграс, Испания
- I86: Обсерватория UCM, Мадрид, Испания
- I87: Обсерватория Астрошот, Монастеревин, Ирландия
- I88: Фуэнсанта-де-Мартос, Испания (Fuensanta de Martos, Jaén, España)
- I89: Нерпио, Испания (GRAS-Spain (MPC Code I89))
- I90: Обсерватория Блэкрок-Касл, Ирландия (сайт обсерватории)
- I91: Ретамар, Испания
- I92: Обсерватория Астрео, Майрена-дель-Альхарафе, Испания
- I93: Сен-Пардон-де-Конк, Франция
- I94: Обсерватория Ро Змееносца, Лас-Росас-де-Мадрид, Испания
- I95: Итская обсерватория, Испания
- I96: Обсерватория Гиперион, Урбанисасьон Каракис, Испания (сайт обсерватории 1, 2)
- I97: Обсерватория Пенн-Хейтс, Рикмансворт, Англия, Великобритания (Страница владельца обсерватории, страница астрометрии обсерватории, страница обсерватории, en:Rickmansworth)
- I98: Эль-Берруэко, Испания
- I99: Обсерватория Бланкита, Васиамадрид, Испания  (сайт обсерватории)

### J00—J99
- J00: Сегорбе, Испания
- J01: Обсерватория Сьело Профундо, Овьедо, Испания
- J02: Бусот, Испания
- J03: Обсерватория Готерса, Сент-Деннис, Великобритания
- J04: Оптическая станция космической связи Европейского космического агентства, Тенерифе, Канарские острова, Испания (en:OGS Telescope)
- J05: Обсерватория Волопас, Боэсильо, Испания (en:BOOTES)
- J06: Астрономическая Обсерватория Трент, Клифтон, Испания (Trent Astronomical Observatory)
- J07: Обсерватория SPAG Монфраг, Паласуэло-Эмпальме, Испания (Antonio Fernandez (EA1IW), Первая астрометрия, страница на Youtube, Pre-ensayos en el SPAG Monfrague (недоступная ссылка), OBSERVATORIO SPAG, OBSERVATORIO SPAG/MONFRAGUE-CACERES, MIGUEL ANGEL GARCIA BORRELLA)
- J08: Обсерватория Соналунар, Пусоль, Испания (Observatorio Zonalunar)
- J09: Балбригган, Ирландия (Balbriggan Observatory, New Haven Observatory)
- J10: Аликанте, Испания (Observatorio «Alicante»)
- J11: Матозиньюш, Португалия (Paulo Lobao, MPC J11 — Matosinhos хотя на странице не сказано про J11, Он там работает (недоступная ссылка))
- J12: Каракис, Испания (Obs. Zeta UMa)
- J13: Ла-Пальма — Ливерпульский телескоп, о. Пальма, Канарские острова, Испания (La Palma-Liverpool Telescope, en:Liverpool Telescope)
- J14: Корте, Канарские острова, Испания (La Corte)
- J15: Мушагата, Португалия (Paulo Lobao, AXA/MPC Observer Code: J15)
- J16: Обсерватория Ан-Карраг, Лафинисленд, Северная Ирландия, Великобритания (An Carraig Obsevatory, A New Observatory for Northern Ireland)
- J17: Регдон, Англия, Великобритания
- J18: Dingle Observatory, Montgomery, Wales, U.K.
- J19: Эль-Маэстрат, Испания (observatorio El Maestrat, Альто-Маэстрасго)
- J20: Аравака, Испания (Aravaca Observatory)
- J21: Эль-Боало, Испания
- J22: Обсерватория Таканде, о. Пальма, Канарские острова, Испания (Tacande Observatory)
- J23: Астрономический Центр Ла-Куйер, Франция (Centre Astronomique de La Couyere, Observatoire et planétarium de La Couyère (CALC))
- J24: Обсерватория Альтамира, Фасния, о. Тенерифе, Канарские острова, Испания (Observatorio Altamira Fasnia, Tenerife, Jose Francisco Hernández, Observatorio Altamira en Fasnia, Tenerife, Islas Canarias, España, Observatorio Altamira, en los altos de Fasnia-Tenerife, Observatorio ALTAMIRA, de Francisco Hernández, Астрофото обсерватории, Youtube, Астрофото обсерватории (недоступная ссылка))
- J25: Обсерватория Пеньямайор, Нава, Испания (Observatorio Peñamayor, Ранее была страница обсерватории (недоступная ссылка))
- J26: Центр космического патруля, Найтон, Англия, Великобритания (Spaceguard Centre)
- J27: Обсерватория Эль-Гихо, Испания (El Guijo Observatory)
- J28: Хаэн, Испания (El observatorio astronómico de la Universidad de Jaén, Universidad de Jaén, сайт обсерватории)
- J29: Обсерватория Нира, Тиас, о. Лансароте, Канарские острова, Испания (Observatorio Nira — MPC J29, Первая астрометрия)
- J30: Обсерватория Вентилья, Мадрид, Испания (Наблюдатель Мигель Родригес)
- J31: Ахаркия, Испания
- J32: Альхараке, Испания (Observatorio Aljaraque)
- J33: Обсерватория Хертфордширского Университета, Бэйфордбери, Англия, Великобритания (The University of Hertfordshire Bayfordbury Observatory, en:University of Hertfordshire)
- J34: Ла-Феча, Испания (Фотоальбом MPC J34, рядом с #J05)
- J35: Обсерватория Тукси, Мартос, Испания (Наблюдатель: José Carlos Millán López, Asociación Juvenil Astronómica Marteña «Hubble», Jose Carlos Millán (недоступная ссылка), Форум Jose Carlos Millán)
- J36: Обсерватория Дьес-а-ла-Онсе, Ильяна, Испания (Obs. El Olivo — MPC J36, сайт обсерватории)
- J37: Уэльва, Испания (Observatorio Huelva, Observatorio Astronómico del CIECEM-Universidad de Huelva, Un observatorio astronómico mostrará el cielo desde Matalascañas, Universidad de Huelva)
- J38: Обсерватория Ла-Вара, Вальдес, Испания (Bienvenido a AstroFausto, Observatorio La Vara, Valdés)
- J39: Инхенио, о. Гран-Канария, Канарские острова, Испания (Observatorio Astronómico de Ingenio «Juan Moreno» (OAIJM) MPC J39, Observatorio Ingenio «Juan Moreno» — MPC J39)
- J40: Малага, Испания (Observatorio Malaga)
- J41: Рахени, Ирландия (Raheny, Наблюдатель: David Grennan, Raheny astronomer discovers another Irish asteroid (недоступная ссылка))
- J42: Пусоль, Испания (POP — Punto de Observación de Puçol)
- J43: Обсерватория Укаймеден, Марокко (L’observatoire de l’Oukaïmeden, Codification de l’Observatoire de l’Oukaimeden)
- J44: Обсерватория Итуррьета, Алава, Испания (Observatorio Iturrieta)
- J45: Обсерватория Монтанья-Кабреха, Вега-де-Сан-Матео, о. Гран-Канария, Канарские острова, Испания (Observatorio Montaña Cabreja — MPC J45, Observatorio Montana Cabreja, Observatorio Montaña Cabreja — MPC J45)
- J46: Обсерватория Монтанья-Бланка, Тиас, о. Лансароте, Канарские острова, Испания (Observatorio Montaña Blanca, Observatorio Montaña Blanca — MPC J46)
- J47: Обсерватория Назарет, о. Фуэртевентура, Испания (Observatorio Nazaret, Observatorio Nazaret, Observatorio Nazaret — MPC J47)
- J48: Обсерватория Маккей, ла-Лагуна, о. Тенерифе, Канарские острова, Испания (Observatorio Mackay-J48)
- J49: Санта-Пола, Испания (Observatorio Santa Pola, Наблюдатель Vicente J. Molina)
- J50: Ла-Пальма — NEON, о. Пальма, Канарские острова, Испания
- J51: Обсерватория Атланте, Тенерифе, Канарские острова, Испания (Observatorio Atlante, OBSERVATORIO ATLANTE — MPC J51, Observatorio Atlante — MPC J51)
- J52: Обсерватория Пинсоро, Испания (OBSERVATORIO DE PINSORO (ZARAGOZA). MPC J52, en:Pinsoro)
- J53: Посадас, Испания (Cuaderno de observaciyn, Posadas, Rafael Benavides)
- J54: Брэдфордский роботизированный телескоп, Канарские острова, Испания (en:Bradford Robotic Telescope)
- J55: Обсерватория Лос-Альтос-де-Аргинегин, о. Гран-Канария, Канарские острова, Испания (Hypatia Group of Telescopes, Youtube)
- J56: Обсерватория Ла-Авехерилья, Канарские острова, Испания (Observatorio de la Agrupación Astronómica de Gran Canaria (La Avejerilla), Observatorio La Avejerilla — MPC J56, Описание обсерватории)
- J57: Астрономический центр Альто-Турия, Валенсия, Испания (Centro Astronymico del Alto Turia (CAAT))
- J58: Обсерватория Бринллеврит, Ллантуит Вардре, Уэльс, Англия, Великобритания (Brynllefrith Observatory, TiGra Networks aids in the Search for Planet X)
- J59: Обсерватория Линсео, Сантандер, Испания (Observatorio Linceo, Наблюдатель Javier Temprano, Национальная академия деи Линчеи, Описание обсерватории)
- J60: Обсерватория Токороро, Аркильинос, Испания (наблюдатель: Marcial Vecilla, Первая астрометрия)
- J61: Обсерватория Brownstown, Kilcloon, Ирландия (Brownstown Observatory Архивная копия от 9 июня 2010 на Wayback Machine)
- J62: Обсерватория Кингсланд, Бойл, Ирландия (Kingsland Observatory)
- J63: Сан-Габриель, Испания (Observatorio San Gabriel, Наблюдатель: Fernando López Peña)
- J64: Ла-Мата, Испания (Observatorio La Mata MPC J64)
- J65: Селбридж, Ирландия (Astroshack, Celbridge Observatory, J65, Описание обсерватории)
- J66: Кинвер, Англия, Великобритания (Наблюдатель: Kevin Hills, Kevin Hills, Asteroid hunter realizes life’s dreams at GRAS. Remote asteroid hunting from the UK)
- J67: Обсерватория Ла-Пуэбла-де-Вальбона, Испания (Observatorio Astronomico Vallbona; La Puebla de Vallbona, Наблюдатель Enrique Arce)
- J68: Обсерватория Твинхиллс, Хартпери, Глостершир, Англия, Великобритания (Tweenhills Observatory Архивная копия от 26 мая 2009 на Wayback Machine)
- J69: Северная Обсерватория, Кленфилд, Англия, Великобритания (Clanfield Observatory, 0.40-m telescope David Briggs, Hampshire A.S.)
- J70: Астрономическая обсерватория Вега-дель-Тадер, Эль-Пальмар, Испания (OBSERVATORIO ASTRONOMICO VEGA DEL THADER MPC-J70)
- J71: Обсерватория Виллоу-Бэнк, Ланкашир, Англия, Великобритания (Willow Creek Astronomical Observatory, Willow Creek Astronomical Observatory, Willow Creek Astronomical Observatory (недоступная ссылка))
- J72: Валье-дель-Соль, Испания (Observatorio del Valle del Sol)
- J73: Квайнтон, Англия, Великобритания (сайт обсерватории)
- J74: Бильбао, Испания (Observatorio Gautxori; Наблюдатель Mikel. Berrocal)
- J75: Мальоркская астрономическая обсерватория, Ла-Сагра, Испания (Астрономическая обсерватория Мальорки, Обсерватория Ла-Сагра, Observatorio Astronomico de La Sagra (OLS), Observatorio Astronómico de La Sagra; co-directed by Observatori Astronomic de Mallorca (OAM) and the Instituto de Astrofísica de Andalucía (CSIC), La Sagra Sky Survey’s (LSSS), Форум со ссылками Архивная копия от 27 июня 2007 на Wayback Machine, Новое открытие на обсерватории)
- J76: Ла-Мурта, Испания (La Murta, Описание обсерватории)
- J77: Обсерватория Голден-Хилл, Стауртон-Кондл, Дорсет, Англия, Великобритания (Описание обсерватории Richard Miles — наблюдателя (недоступная ссылка), Открытие Richard Miles, Описание обсерватории)
- J78: Мурсия, Испания (Murcia, Observatorio El Mirador)
- J79: Обсерватория Каларреона, Агилас, Испания (Observatorio de Calarreona (Águilas); Наблюдатель Francisco Montalbán, Описание обсерватории)
- J80: Сен-Элен, Франция (Сайт наблюдателя Vincent Cotrez, Регистрация J80)
- J81: Гиргильяно, Испания (Observatorio Astronómico de Guirguillano; Observación del cielo nocturno desde Guirguillano, Observación del cielo nocturno desde Guirguillano)
- J82: Лейленд, Англия, Великобритания (Leyland Observatory)
- J83: Обсерватория Олив-Фарм, Хойтон, Англия, Великобритания
- J84: Южная Обсерватория, Клэнфилд, Англия, Великобритания (Hampshire Astronomical Group, 0.60-m telescope David Briggs, Hampshire A.S.)
- J85: Мейкерстоун, Шотландия, Великобритания (Makerstoun Observatory — старинная обсерватория)
- J86: Обсерватория Сьерра-Невада, Испания
- J87: Ла-Каньяда, Авила, Испания (en:Observatorio de La Cañada)
- J88: Обсерватория Строберри-Филд, Саутгемптон, Англия, Великобритания (Lawrence Harris)
- J89: Обсерватория Трес-Кантос, Испания (Observatorio Astronómico Tres Cantos (OA3C); наблюдатели: Rafael González и Antonio Peña, Описание обсерватории)
- J90: Уэст-Челлоу, Оксфорд, Англия, Великобритания (наблюдатель David Boyd, West Challow Observatory (недоступная ссылка), Variable Star Photometry at West Challow Observatory (недоступная ссылка),)
- J91: Обсерватория Альт-Эмпорда, Фигерас, Испания (Observatori de l’Alt Empordà, Описание обсерватории, наблюдатель C. Pineda)
- J92: Биконсфилд, Англия, Великобритания
- J93: Обсерватория Маунт-Таффли, Глостер, Англия, Великобритания (John R Fletcher F.R.A.S. Mount Tuffley Observatory.Gloucester.UK)
- J94: Эббидейл, Глостер, Англия, Великобритания (ABBEYDALE OBSERVATORY)
- J95: Грейт-Шеффорд, Беркшир, Англия, Великобритания (Great Shefford Observatory)
- J96: Обсерватория Кантабрия, Испания (Observatorio (MPC J96), Observatorio Astronómico de Cantabria) ???(Observatorio de Aras de los Olmos (OAO) — Университет Валенсии, Арас-де-лос-Ольмос, Валенсия, Испания, Aras de los Olmos — Observatorio Astronómico de la Asociación Valenciana de Astronomía)
- J97: Альхинет, Испания (Описание обсерватории)
- J98: Обсерватория Манисес, Испания (Observatorio Manises; наблюдатели: Luis и Salvador Lahuerta, Описание обсерватории)
- J99: Бурхасот, Испания (?? Departamento de Astronomía, Universitat de València ??)